# 萨迦寺
萨迦寺（藏語：ས་སྐྱ་དགོན།，威利转写：Sa skya dGon），位于中國西藏自治区日喀则市萨迦县本波山下，是一座藏传佛教萨迦派寺院，也是萨迦派的主寺。

## 历史
萨迦寺位于日喀则市萨迦县政府所在地的重堆本波山下，海拔4316米。萨迦寺名中的“萨”藏语意为“土”，“迦”藏语意为“灰白色”，“萨迦”意即“灰白土”。因本波山腰有一片灰白色岩石，长年风化如土状而得名。萨迦寺分为南、北两寺，仲曲河横贯于两寺之间，北寺位于河北岸的本波山“灰白土”山岩下，南寺位于河南岸的平坝之上。
萨迦寺是藏传佛教萨迦派的主寺，在中国青海省、甘肃省、四川省、云南省、不丹、尼泊尔等地有分寺150座，僧侣一万多人。萨迦王朝时期，此处曾是西藏的政治、军事、文化中心，出现了萨迦班钦贡噶坚赞、八思巴等许多要人。萨迦寺在中国历史、西藏历史、藏传佛教史上地位十分重要。该寺收藏的宗教、历史、建筑、雕塑等方面文物极其丰富，被誉为“第二敦煌”。
1073年（北宋熙宁六年），吐蕃贵族昆氏家族的后裔昆·贡却杰布（1034年－1102年）发现本波山南侧的山坡上，土呈白色，带有光泽，呈现瑞相，即出资兴建寺院，后来被称为“萨迦阔布”，但十分简陋，这便是萨迦北寺的前身。此后逐渐形成了萨迦派。萨迦寺采用象征文殊菩萨的红色，象征观音菩萨的白色，象征金刚手菩萨的青色涂抹寺墙，故萨迦派又俗称“花教”。
萨迦派采用血统传承和法统传承两种传承方式。贡却杰布圆寂之后，其子贡噶宁布（1092年－1158年）主持萨迦寺。贡噶宁布学识广博，使萨迦派教法趋于完备，故被尊称为 “萨钦”（萨迦大师），成为萨迦派初祖。贡噶宁布的次子索南孜摩为萨迦二祖。三子扎巴坚赞主持萨迦寺57年，为萨迦三祖。四子贝钦沃布的长子萨班贡噶坚赞（1182年－1251年），简称“萨班”，或“萨迦班智达”，为萨迦四祖。
13世纪初，成吉思汗领导的蒙古部落兴起，靠武力统一中原。1240年，蒙古大汗窝阔台之子阔端率兵入西藏前，希望召见在藏传佛教各教派中享有很高声誉的萨班贡噶坚赞。1244年，萨班贡噶坚赞率侄子八思巴（1235年－1280年）启程赴凉州（今甘肃省武威市），1247年在凉州同阔端会面，并致信说服西藏各教派的高僧及贵族接受了蒙古对西藏的条件，使西藏正式纳入蒙古帝国版图。元世祖忽必烈统一中国，建立元朝中央政府之后，封八思巴为“帝师”，赐玉印，任宣政院使以“统天下释教”（管理全国佛教事务）并协助元朝中央政府管理西藏，统领西藏十三万户。八思巴遵奉忽必烈之嘱，在西藏协助元政府清查户口，制定法律，于1268年在萨迦正式建立了隶属于宣政院的地方政权，八思巴成为隶属元朝中央政府的西藏地方行政长官，萨迦派势力达到鼎峰。14世纪后半叶，随着元朝走向灭亡，萨迦派在西藏的地位遭噶举派取代，但萨迦派仍然保存下来。

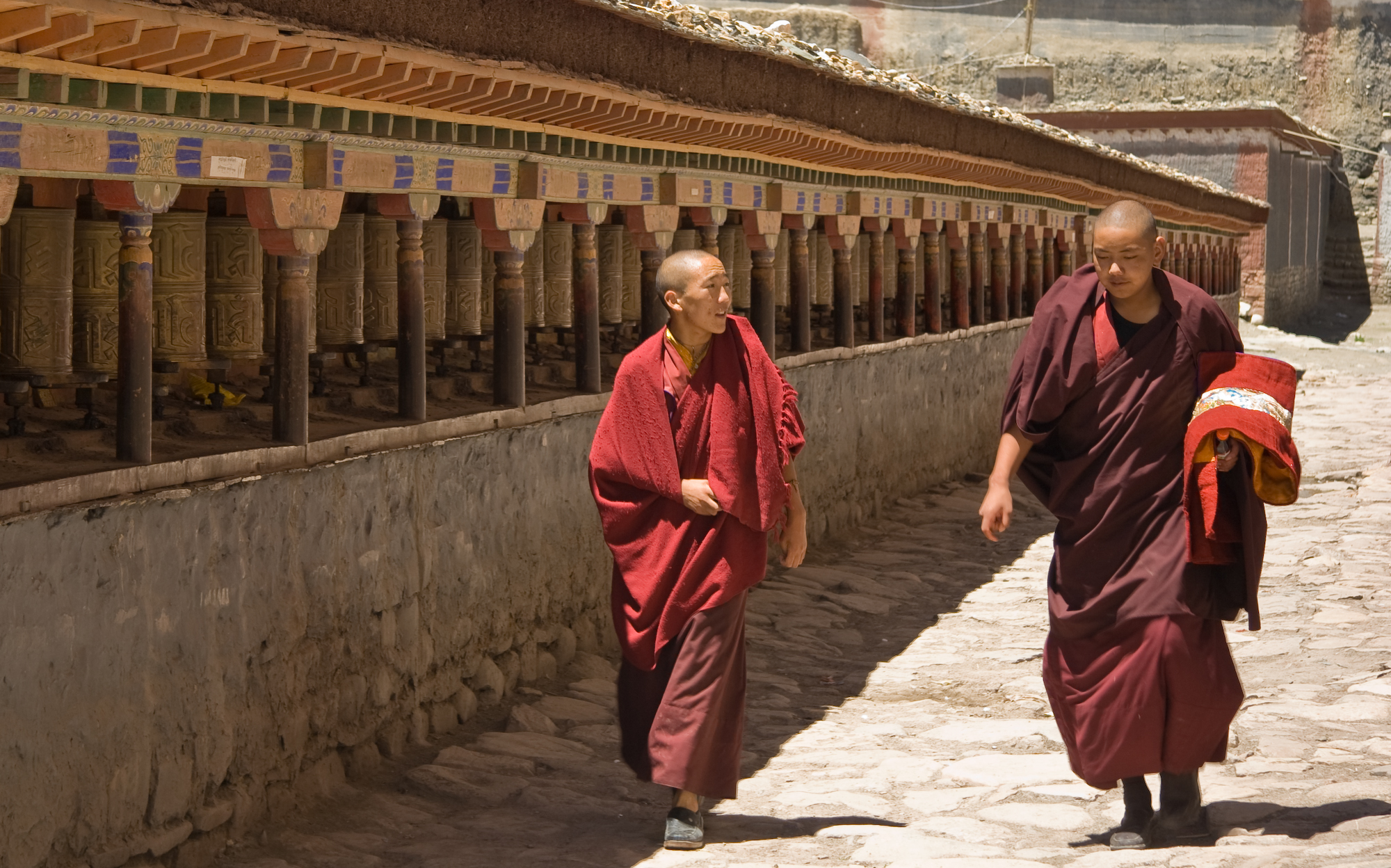
萨迦寺内的僧人

萨迦派不禁僧人娶妻，主要修法为道果教授。萨迦派协助元朝统领西藏期间，西藏结束了持续400余年的战乱局面，社会生产获得发展，文化艺术繁荣，萨迦派的部分高僧在文学、史学领域有许多译著及作品留传至今，如萨班的《萨迦格言》、八思巴的《彰所知论》等等。此外，八思巴还奉忽必烈之命创制的蒙古新字，又称八思巴字，促进了蒙古文化的发展。
萨迦寺建在仲曲河两岸，分别称为“萨迦南寺”、“萨迦北寺”。全寺共有40多个建筑单元，规模宏伟。1073年，贡却杰布初建“萨迦阔布”，即萨迦北寺的前身，当时北寺规模很小，结构十分简陋。贡嘎宁布对萨迦北寺的修建作出重要贡献，创建了“拉章夏”作为修法之所，随后修建了“古绒” 建筑群，由护法神殿、塑像殿、藏书室组成。萨迦北寺的主要建筑“乌孜宁玛”大殿也是贡嘎宁布创建，经其子索南孜摩、扎巴坚赞等人扩建，后来又加金顶。元朝时，在该大殿西侧又兴建了一座八根柱子的配殿，俗称“乌孜萨玛殿”。后来历代萨迦法王先后在山坡上扩建萨迦北寺，增建了不少建筑，形成了逶迤重叠的萨迦北寺建筑群。据传说，萨迦北寺共有拉康（佛殿）、贡康（护法殿）、颇章（宫殿）、拉章（主持宅邸）等建筑108座。八思巴被元朝中央政府封为“帝师”、统领西藏以后，萨迦北寺成了西藏地方政权机关的所在地。14世纪以后，由于宗教活动中心逐渐转移至萨迦南寺，北寺不再有大规模建设，到近代更趋于冷落，1950年代已有许多建筑坍塌，1960年代又受到人为破坏，大多数建筑仅存残垣断壁，只有贡康努、拉章夏、仁钦岗等少数建筑在20世纪末至21世纪初获得修复。

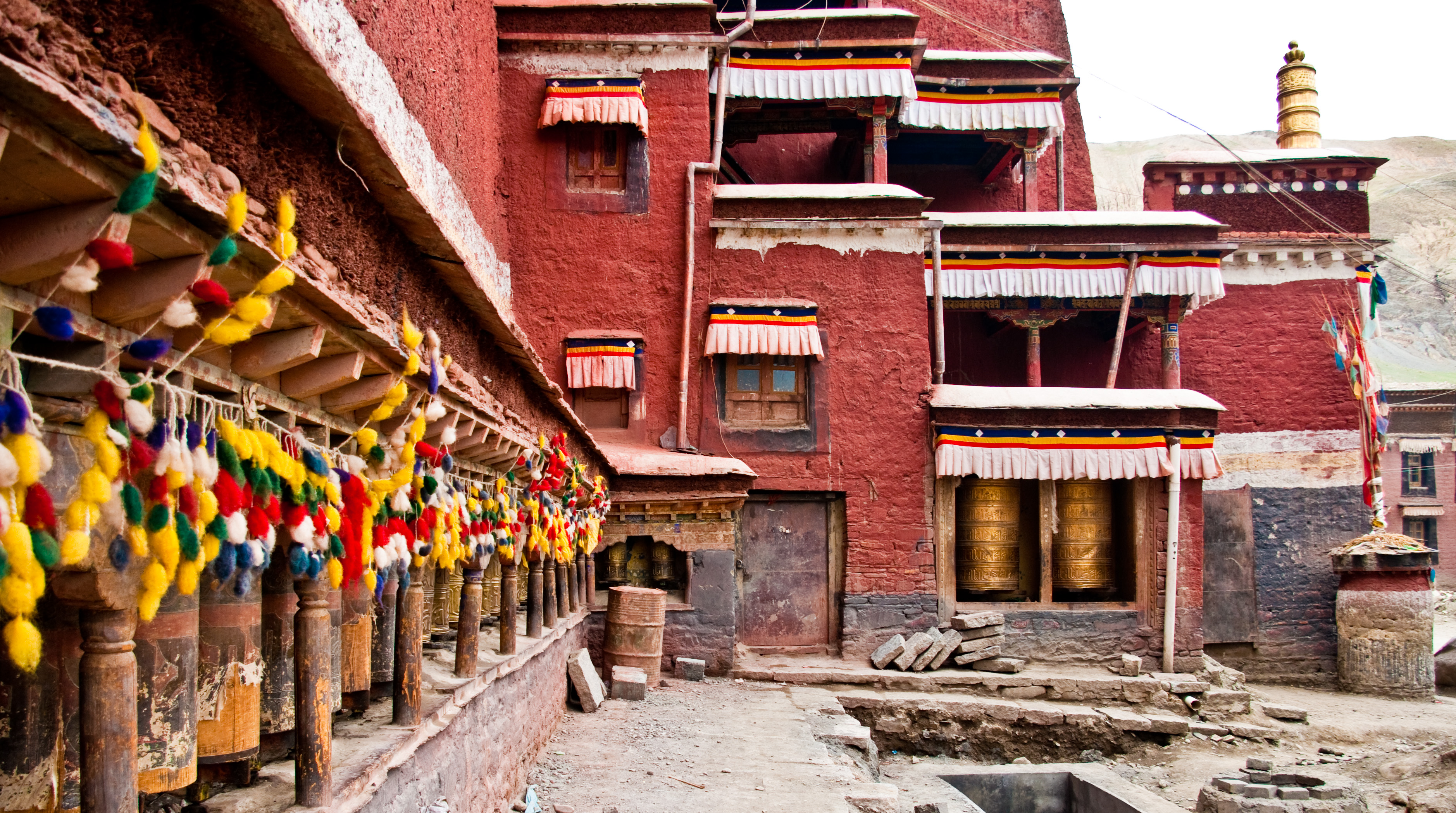
萨迦南寺

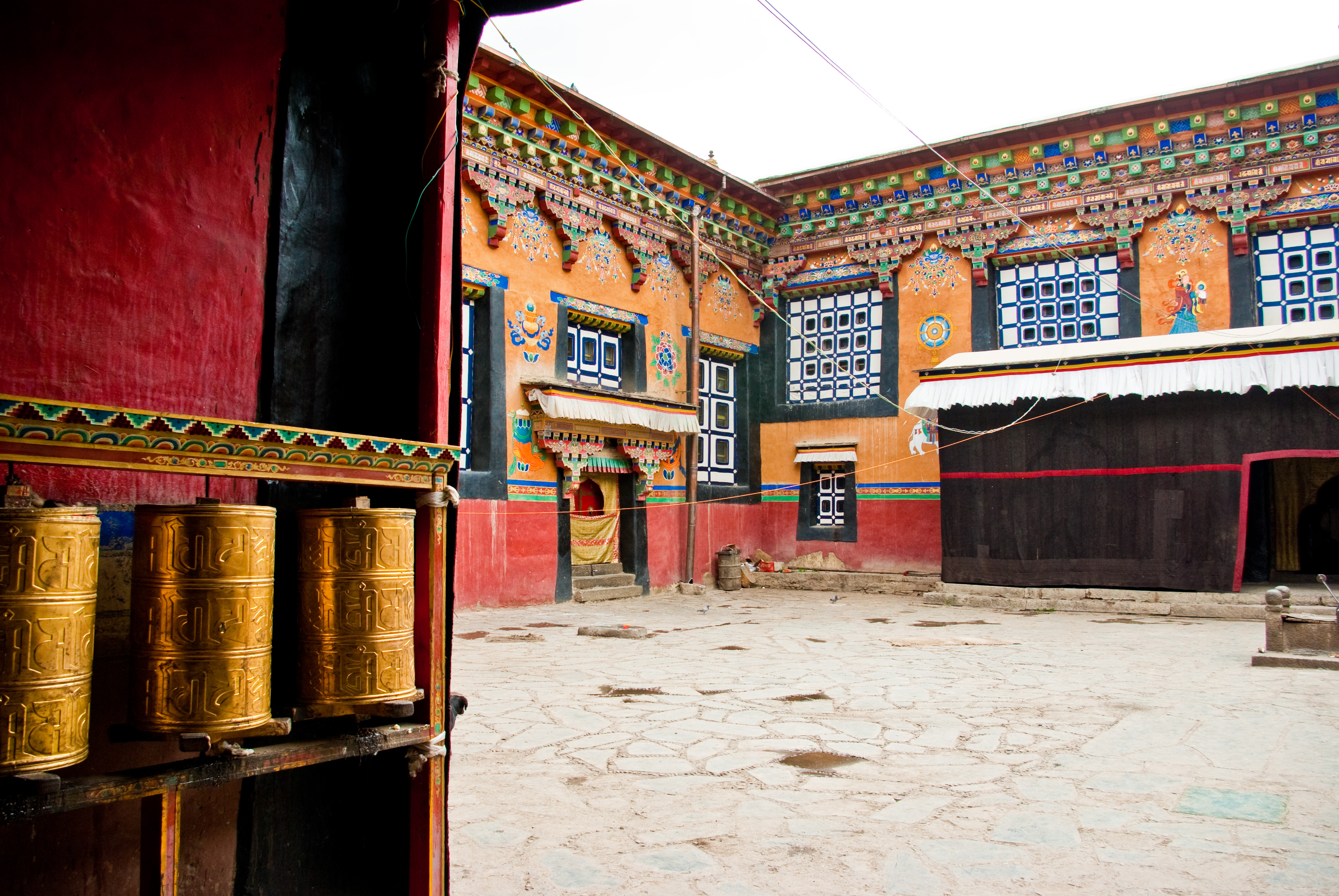
萨迦南寺

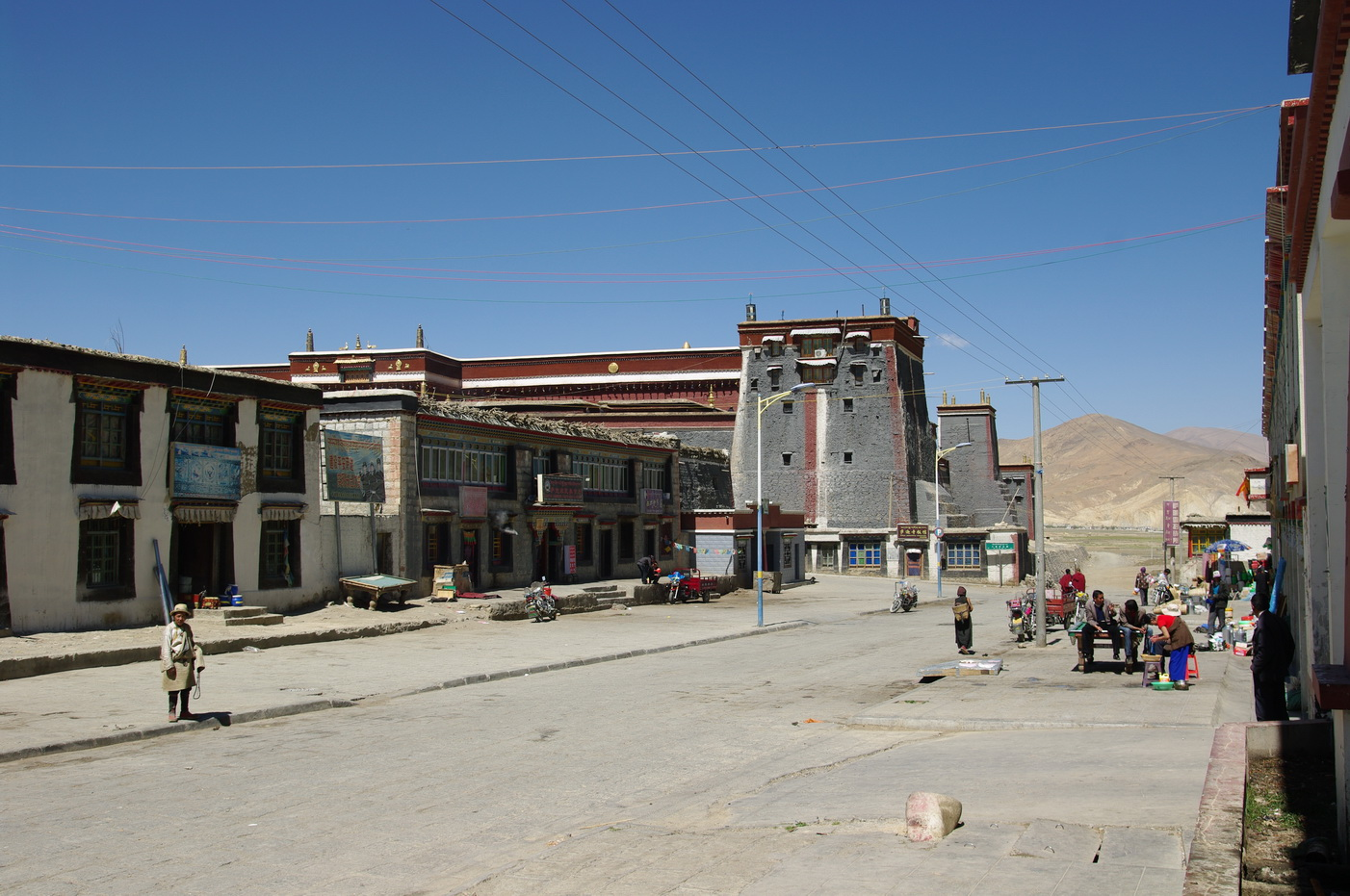
萨迦南寺及其旁边的道路

萨迦南寺是八思巴委托萨迦本钦（萨迦本钦是元朝时期西藏萨迦地方政权的首席官员）释迦桑布主持于1268年开始兴建，当时有些汉族工匠也参与施工。后来，南寺经过多次扩建及修缮，形成了规模宏伟的建筑群，平面呈方形，有高墙环绕，总占地面积14760平方米。萨迦南寺城墙内最早的建筑为拉康钦莫（大佛殿）。
萨迦王朝为政教合一的地方政权。所以萨迦寺除寺院建筑之外，还有不少官署、府邸类型的建筑。1268年八思巴回萨迦寺时，为自己建了一座拉章（又译“喇让”，原指西藏宗教领袖住所，后来演变成宗教领袖办理政教事务的机构），专门管理其私人财物及相关事宜。八思巴圆寂后，传至贡噶洛珠坚赞时期（14世纪前半期），萨迦昆氏家族分裂成4个拉章，拉章以父子相承，而萨迦法王的法座则由这4个拉章轮流担任。这4个拉章是：细脱拉章、拉康拉章、仁钦岗拉章、都却拉章。其中拉康拉章位于萨迦南寺，其他三个拉章位于萨迦北寺。
到15世纪时，三个拉章绝嗣，剩下的都却拉章的阿旺贡噶仁钦、白玛顿堆旺久兄弟，为争夺萨迦法王之位，互不相让，乃分别建立彭措颇章、卓玛颇章两房，萨迦法王分别由这两房中的长子轮流担任。他们的宫殿也成为萨迦寺建筑的组成部分。
1961年，萨迦寺被中华人民共和国国务院确定为第一批全国重点文物保护单位。文化大革命期间，萨迦寺遭到严重破坏，萨迦北寺变成一片废墟，南寺则被作为“反面教材”保留下来，被用作当时政府的办公场所。改革开放后，萨迦寺逐步获得修复。21世纪初，国家将萨迦寺、布达拉宫、罗布林卡共同列为西藏自治区“三大重点文物保护维修工程” ，成立了萨迦寺文物保护维修工程指挥部，负责维修工程的全面工作。
2005年至2007年，陕西省考古研究所与西藏文物保护研究所合作，对萨迦北寺遗址进行全面考古调查及局部发掘。对萨迦南寺羊马城城墙以及护城河遗迹、萨迦北寺的得确颇章遗址、乌孜大殿遗址、塔林的部分塔基进行发掘清理；对萨迦北寺的其他建筑遗迹如桑阿德吉林、东热布拉康等等开展了实地考古调查，并且对其中4处进行局部清理。此外，还调查了现存的卓玛拉康、顿觉拉康、夏丹拉康、察姆钦拉康等等萨迦寺建筑。此次发掘全面清理了建筑群遗址4处，发掘面积6126平方米；调查建筑遗址11余处。发掘过程中出土大批文物，包括佛教造像、法器、供器、陶器、瓷器残片、装饰品、工具、经书残页、擦擦等等。共计发掘出土各类文物标本一千余件（组）。
萨迦寺每年举办大量法会，其中最重要的有：藏历每年五月举办祈雨节；七月举办夏季大法会，跳金刚神舞；十一月二十三日至十月二十九日举办冬季大法会，跳金刚神舞。金刚神舞表演时，舞者头戴萨迦寺护法神及各种灵兽面具，神舞采用简单的故事情节，反映藏传佛教密宗神舞中灭杀魔鬼的基本内容。每年夏季和冬季大法会时，远近僧俗信众纷纷到萨迦寺朝拜。

## 建筑

### 萨迦北寺

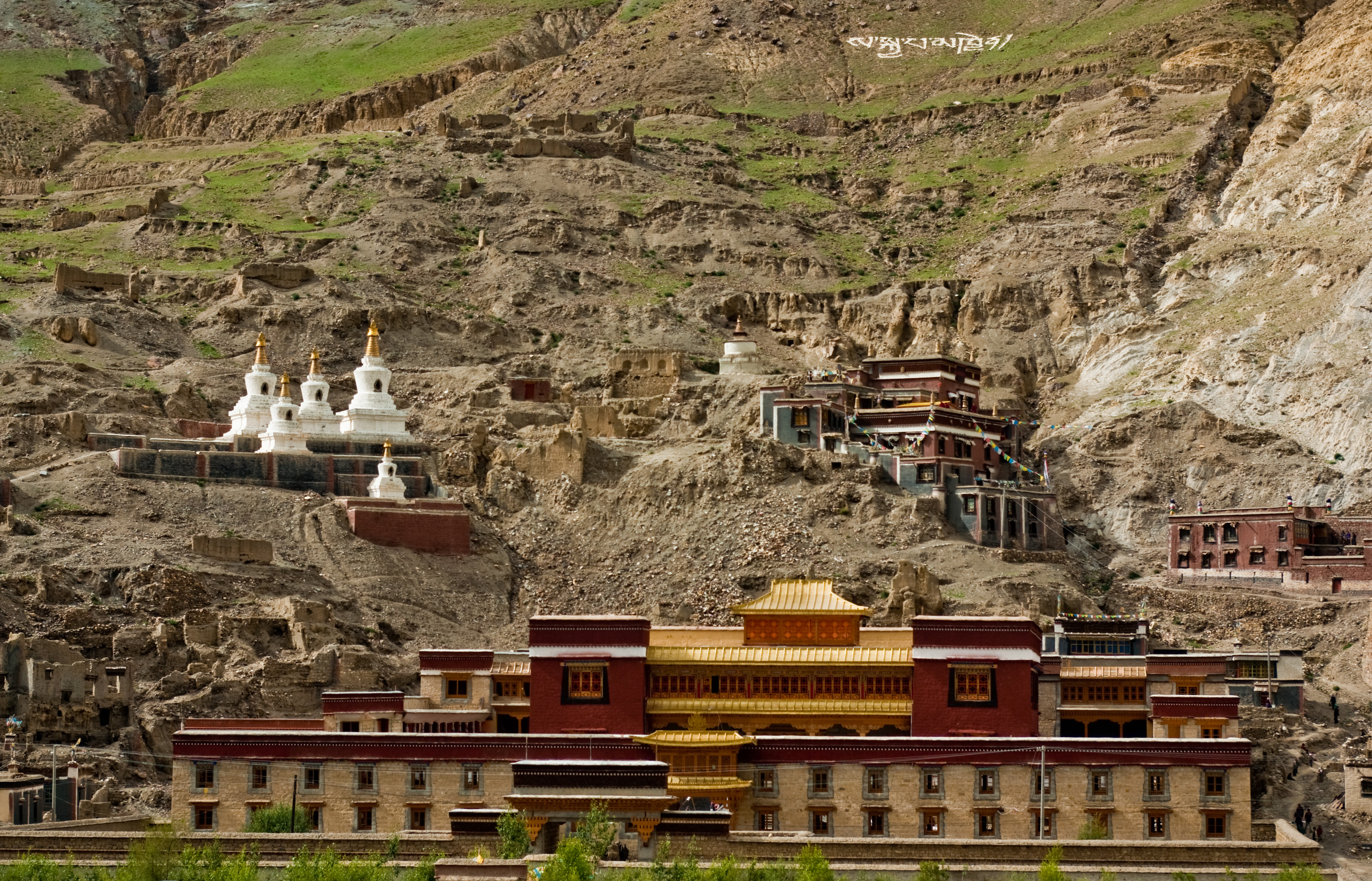
萨迦北寺

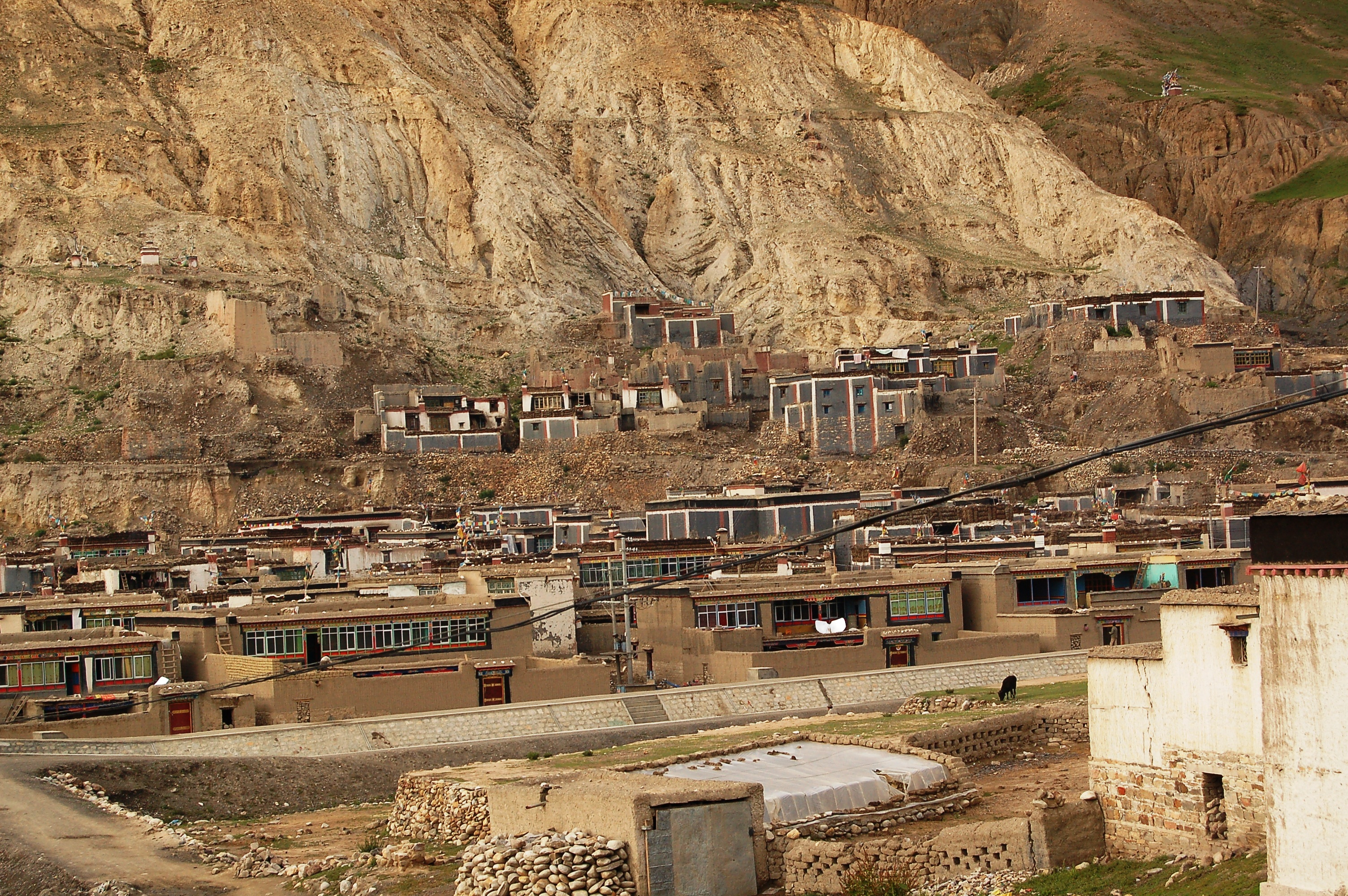
萨迦北寺

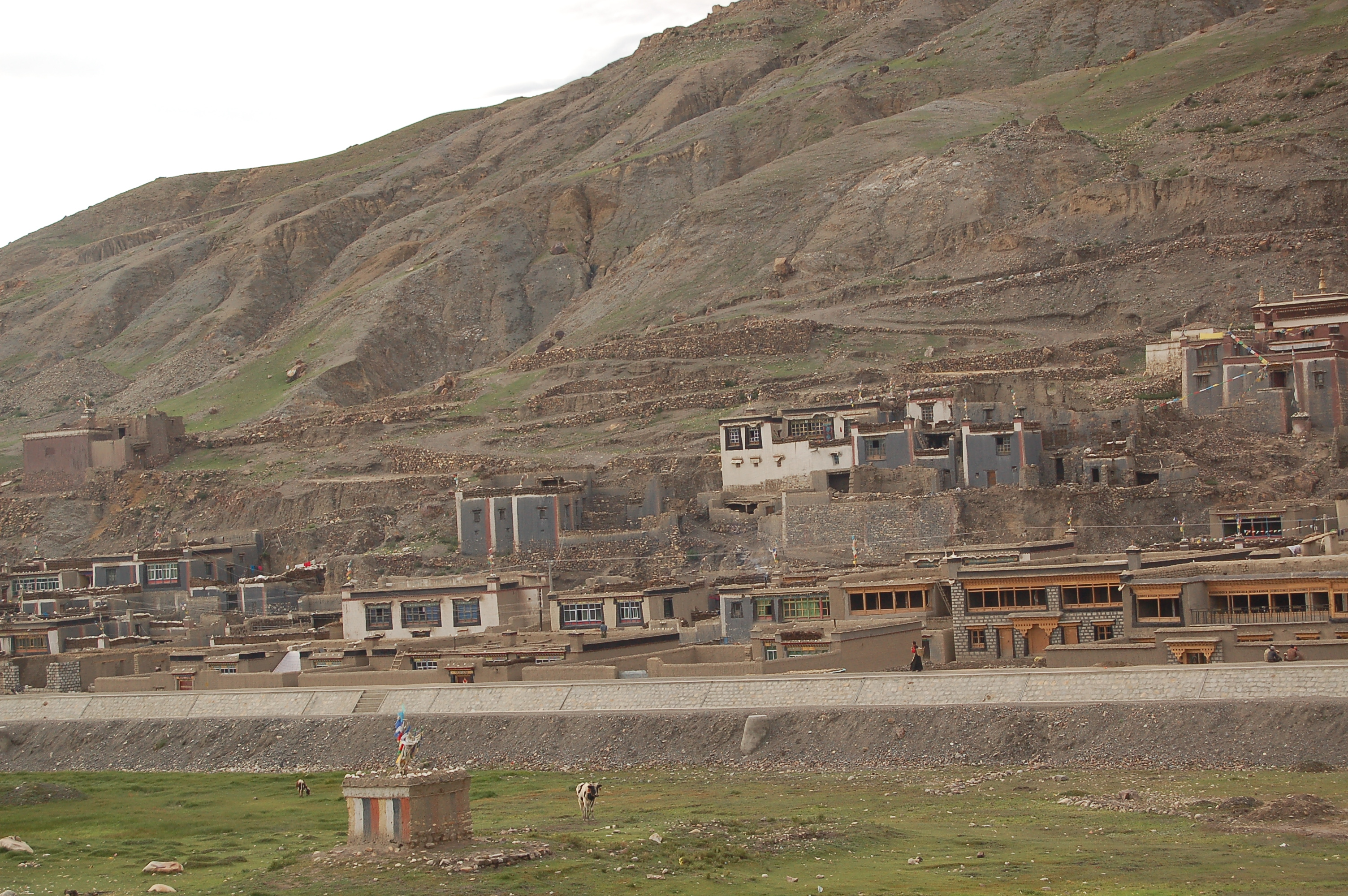
萨迦北寺

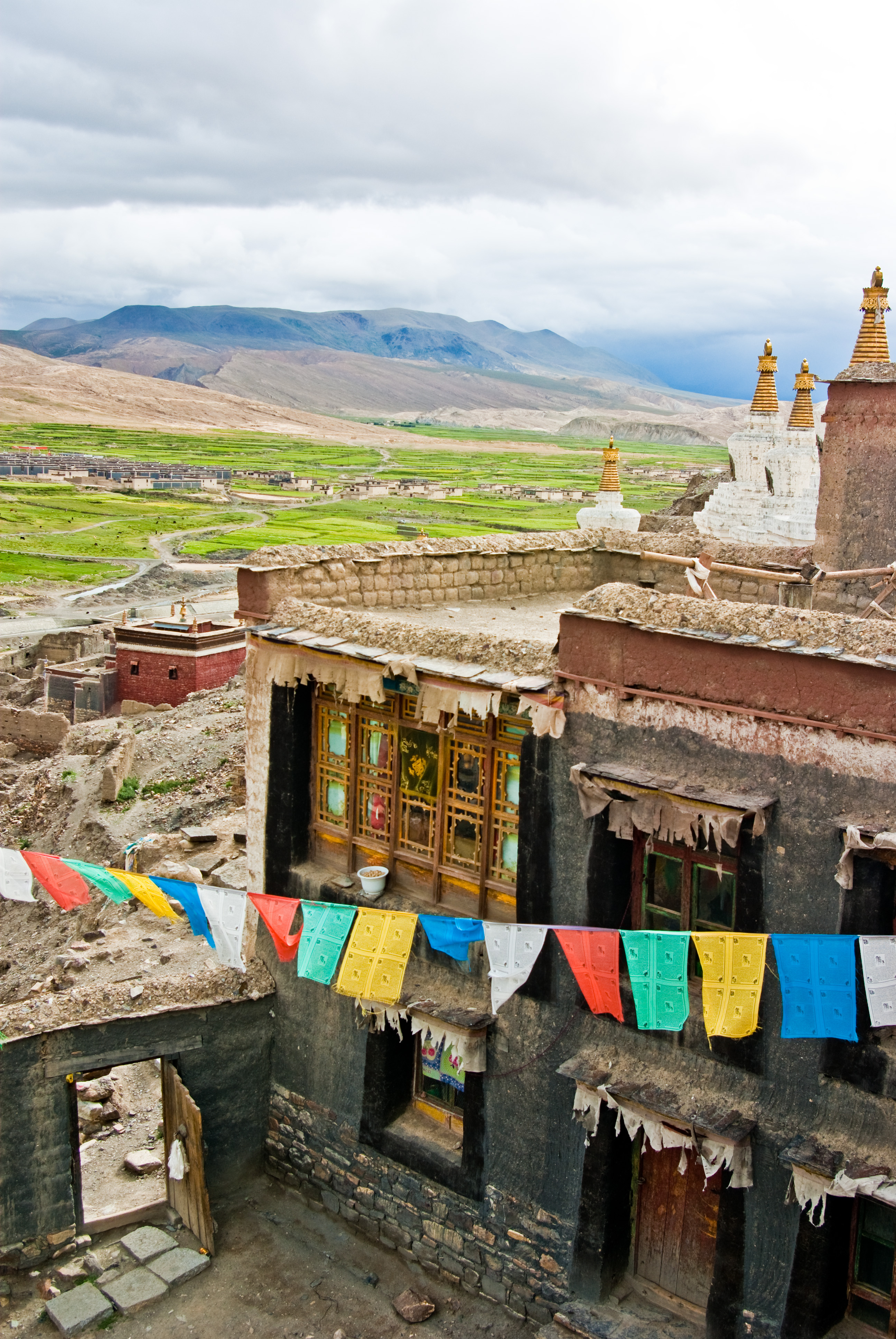
萨迦北寺

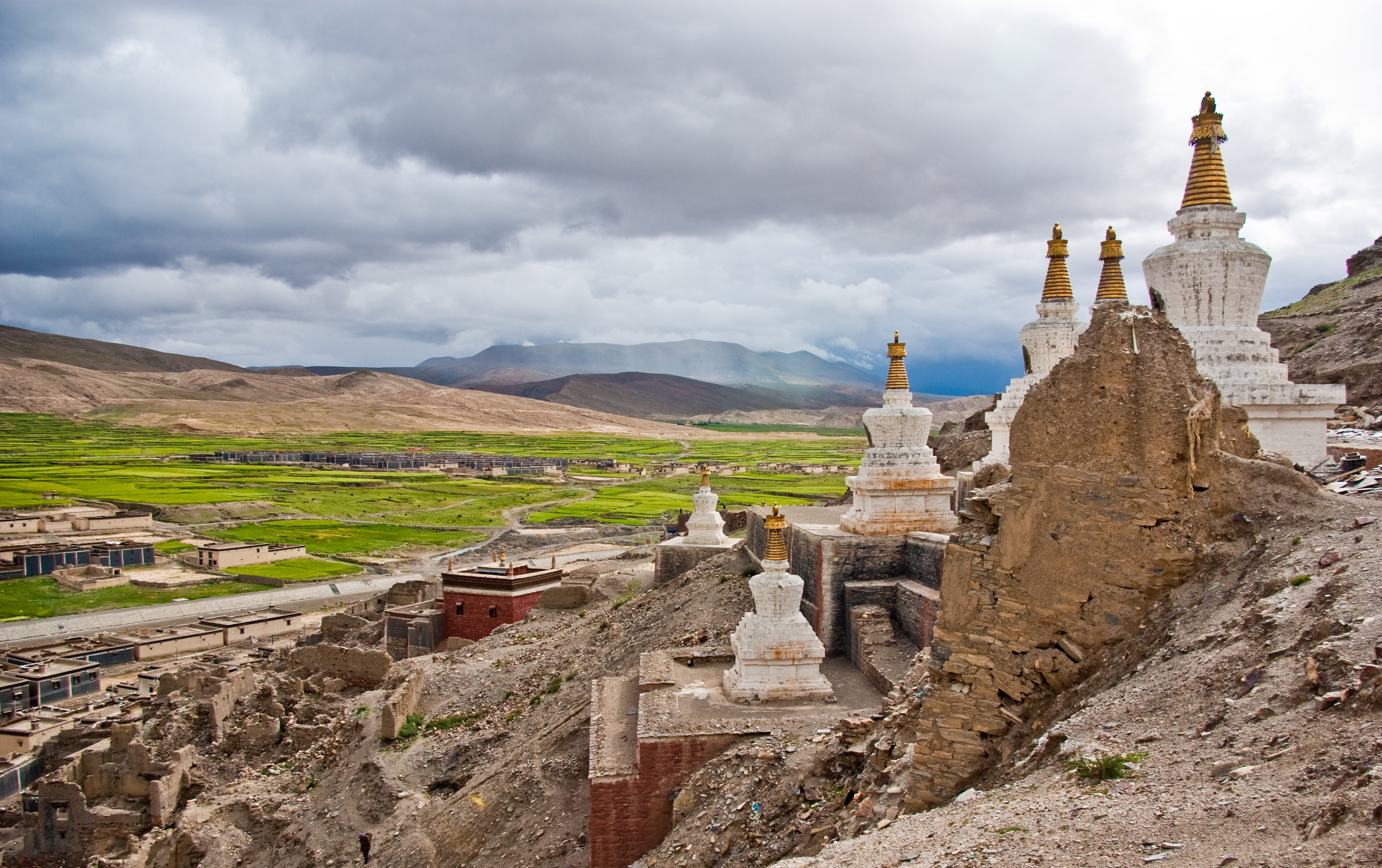
萨迦北寺。可见众多建筑废墟。

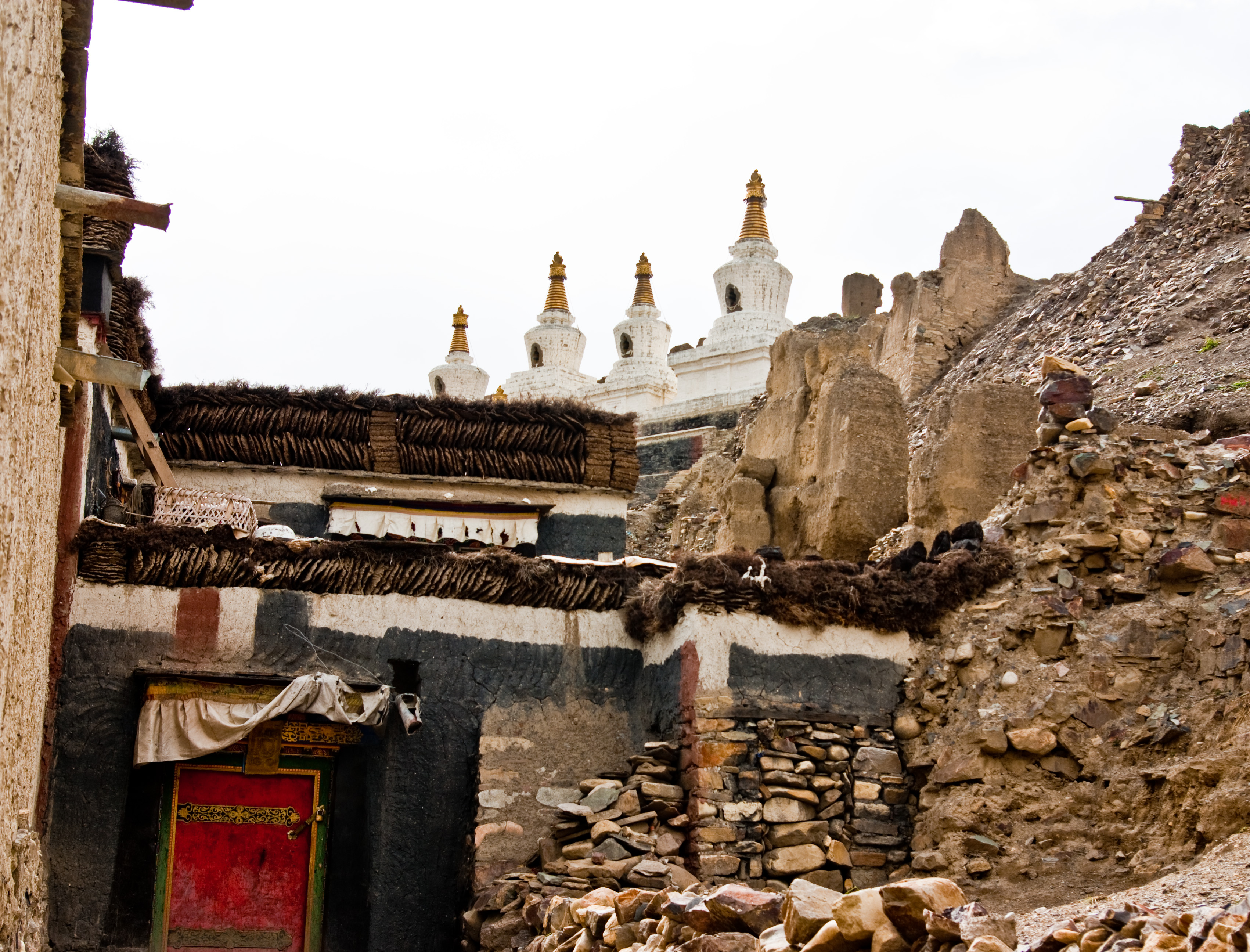
萨迦北寺

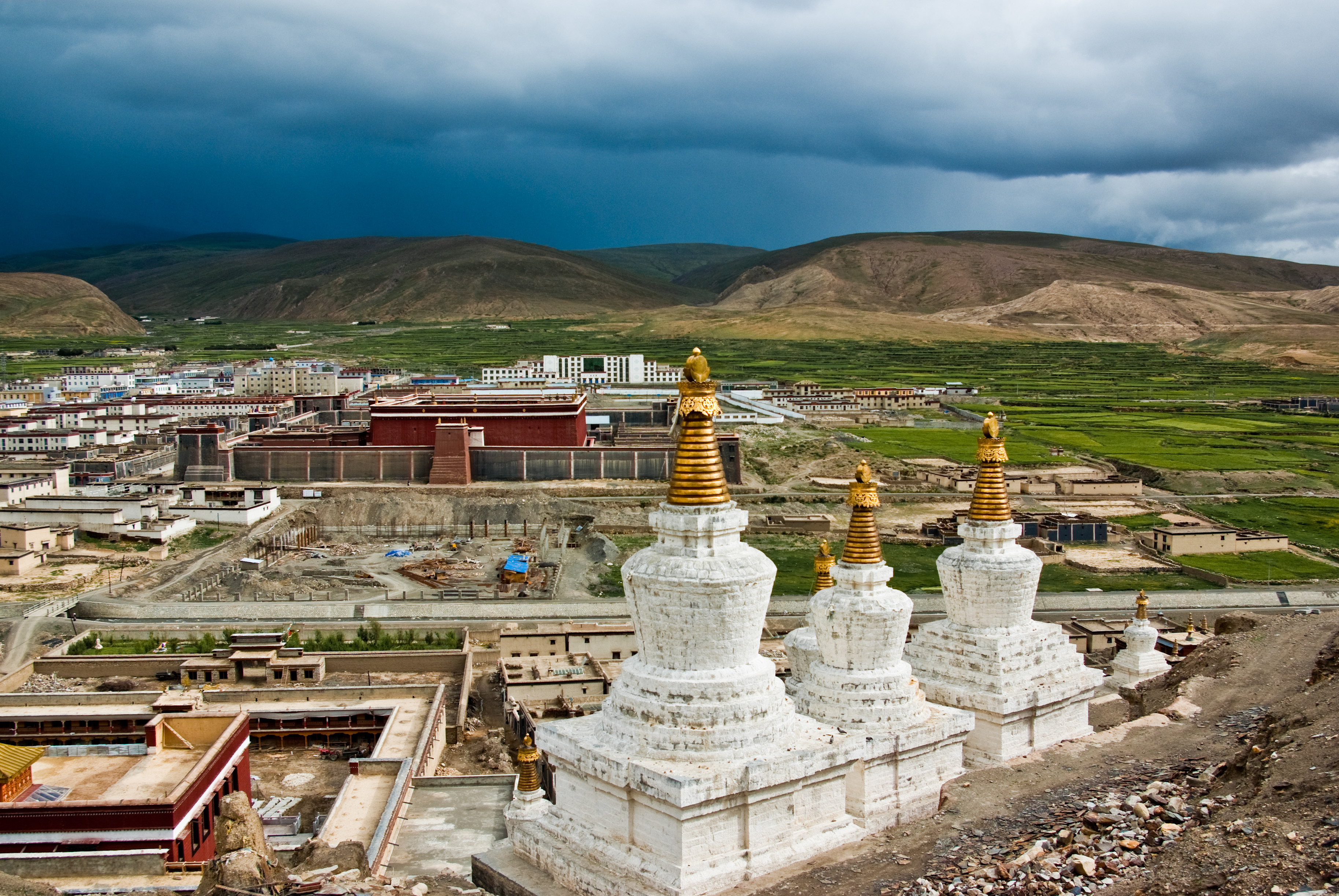
从萨迦北寺眺望萨迦南寺

萨迦北寺沿仲曲河北岸修建。曾经有古绒森吉呀尔布颇章、森康宁巴（旧宫殿）、努·曲美增卡典曲颇章（胜乐宫殿）、细脱格笔玛（细脱措钦大殿）、乌孜宁玛祖拉康、乌孜萨玛朗达古松殿、德却颇章（又译“德确颇章”）、朗杰拉康、都康拉康、玉妥拉康、夏珠拉康等主要建筑，以及细脱拉章、都让拉章、仁钦岗拉章、甘丹拉章、苏康拉章、仲琼拉章、扎木且拉章、堆敦塔、灵塔群、尼达拉章、夏旦拉章等附属建筑。萨迦北寺在文化大革命中遭到破坏，建筑被毁，文物流散。 到21世纪初，森康宁巴已经按照原貌修复，高三层，其中底层以甲央修行洞以及洞内的神水而著称。
四大拉章中，有三座分布在萨迦北寺：
- 细脱拉章：细脱拉章长56.6米，宽40米，为一长方形四合院，高四层共16.3米。原来该拉章是八思巴担任萨迦法王时管理卫藏十三万户时的官邸，后来一直是萨迦王朝的政府所在地，最终成为四大拉章之一。[2]
- 仁钦岗拉章：为八思巴时代的建筑，规模很大，是四大拉章之一。[2]
- 都却拉章：为八思巴时代的建筑，规模很大，是四大拉章之一。[2]

20世纪末至21世纪初修复新建的建筑有：
- 森康宁巴（旧宫殿）[1]
- 贡康努[3]
- 拉章夏[3]
- 仁钦岗（Rinchen Gang）：为一座尼寺，供尼姑修行。[3][7]
- 白度母殿（White Tara Hall）[7]
- 甘珠尔殿（Gangyur Hall）[7]
- 美琼护法殿（Melqen Dharma Protector Hall）[7]
- 嘉央洛赛桑布灵塔殿（The Stupa Hall of jamyang Lossl Sangpo）[7]
- 帕木竹巴修行洞（The meditation cave of Phakmo Drupa）[7]
- 萨钦·贡噶宁布修行洞（The meditation cave of Sachen Kunga Nyingpo）[7]

2005年至2007年的考古工作中，在萨迦北寺发掘了德确颇章、乌孜大殿。这两座建筑均为早期建筑。此外还对萨迦北寺的建筑进行了全面调查。
- 德确颇章遗址：位于萨迦北寺建筑群偏西侧，地势较高，由萨迦二祖索南孜摩创建于12世纪中叶。德确颇章建筑群的房屋在1960 年代被全部拆毁，仅存残垣断壁。德确颇章遗址内的建筑大致可以分成三组，呈“品”字形排列，南侧一组，北侧两组，分别编号为Ⅰ区、Ⅱ区、Ⅲ区。Ⅰ区为法王寝宫，由大厅、卧室等组成，大厅内墙局部留存有壁画；Ⅱ区为藏药加工厂，考古清理出加工藏药的工具以及藏药原材料等等；Ⅲ区为护法神殿，考古清理出了排列有序的护法神塑像残部。在Ⅱ区和Ⅲ区之间发现一处祭祀遗迹。[6][3][8]
- 乌孜大殿遗址：位于“拉章夏”西侧的陡坡上。乌孜大殿在12到14世纪曾是萨迦的宗教活动中心，中心转移至萨迦南寺以后，此处地位仍很重要。1950年代，北京大学的宿白曾对乌孜大殿进行调查，并绘制了乌孜大殿的平面布局线图。1980年代，萨迦寺组织僧人对乌孜大殿废墟进行挖掘，清理出大型佛像4尊、灵塔11座、木雕护法神像等造像，现在分别存放在萨迦南寺的普巴拉康、却惹拉康、灵塔殿、拉康拉章；其中供奉在却惹拉康的度母像高1.2米，面容姣好，体型修长，双乳浑圆，腰胯扭呈“S”形；当时还出土了大批经书残页，现均收藏在萨迦南寺的普巴拉康。在2005年至2007年的考古中发现，乌孜大殿遗址分成两部分，上层为古绒颇章，下层为乌孜宁玛大殿，南侧遗址已遭严重破坏。上层的古绒颇章共清理房间6间，其中F1北壁上面有三个圆拱顶的小龛，原供奉萨迦五祖中的“白衣三祖”像；F2为萨迦北寺的藏书室，出土了若干残毁的经书、原经书架的木板、佛像底座的鎏金铜皮；F3出土大批铁质铠甲、头盔片以及数量较多的铁箭头；据文献记载，作为护法神殿的两座小房子F4和F5是萨迦北寺最早的建筑之一，建于1073年，考古发现F5房屋四壁均残留有简单粗糙的壁画；古绒颇章东侧还发现祭祀遗迹一处。下层的乌孜大殿共清理出南北相连的殿堂2座，南侧的是乌孜宁玛大殿，北侧的是北佛堂。[6][3][8]
- 桑阿德吉林：现存遗迹，此次进行了考古调查。[6][8]
- 东热布拉康：现存遗迹，此次进行了考古调查。[6][8]
- 雄阿巴雄努拉康：现存遗迹，此次进行了考古调查。[6][8]
- 冈嘎查巴祖拉康：现存遗迹，此次进行了考古调查。[6][8]
- 杰尊拉康：现存遗迹，此次进行了考古调查。[6][8]
- 通瓦顿丹：此次进行了考古调查。[8]
- 荣康：此次进行了考古调查。[8]
- 细脱颇章：此次进行了考古调查。[8]
- 尼德拉康：此次进行了考古调查。[8]
- 卓玛拉康：现存建筑，此次进行了考古调查。现存的卓玛拉康是原来的卓玛颇章的主要建筑。现存的二层佛殿组合有卓玛拉康（度母殿）、江白央拉康（文殊殿）、次巴麦拉康（无量寿佛殿），这三殿的壁画保存较好，绘制精美。其中卓玛拉康的萨迦法王夫妇供养图、度母救八难图，次巴麦拉康的萨迦法王世系图等壁画均是萨迦南寺少见或未见者。[6][8]
- 顿觉拉康：现存建筑，此次进行了考古调查。[6]
- 夏丹拉康（又译“夏布丹拉康”）：现存建筑，此次进行了考古调查。[6][8]
- 察姆钦拉康：现存建筑，此次进行了考古调查。[6]
- 佛塔群：萨迦北寺西侧分布着数量很多的佛塔，形成规模庞大的塔群，但大多数已经塌毁。此次考古将德确颇章遗址南侧和西侧的塔林分别编为Ⅰ区和Ⅱ区。Ⅰ区共有佛塔49座，Ⅱ区共有佛塔66座。此次对德确颇章南侧紧邻的第一排佛塔9座进行了清理发掘，除东面的大佛塔是独立修建之外，其余八座是为纪念释迦牟尼一生八件大事而建的“八相塔”（聚莲塔、菩提塔、吉祥多门塔、神变塔、天降塔、和好塔、尊胜塔、涅槃塔），均已残损，考古发掘出土了大批红陶塔饰件以及塔内装藏的擦擦。[6][3]

### 萨迦南寺

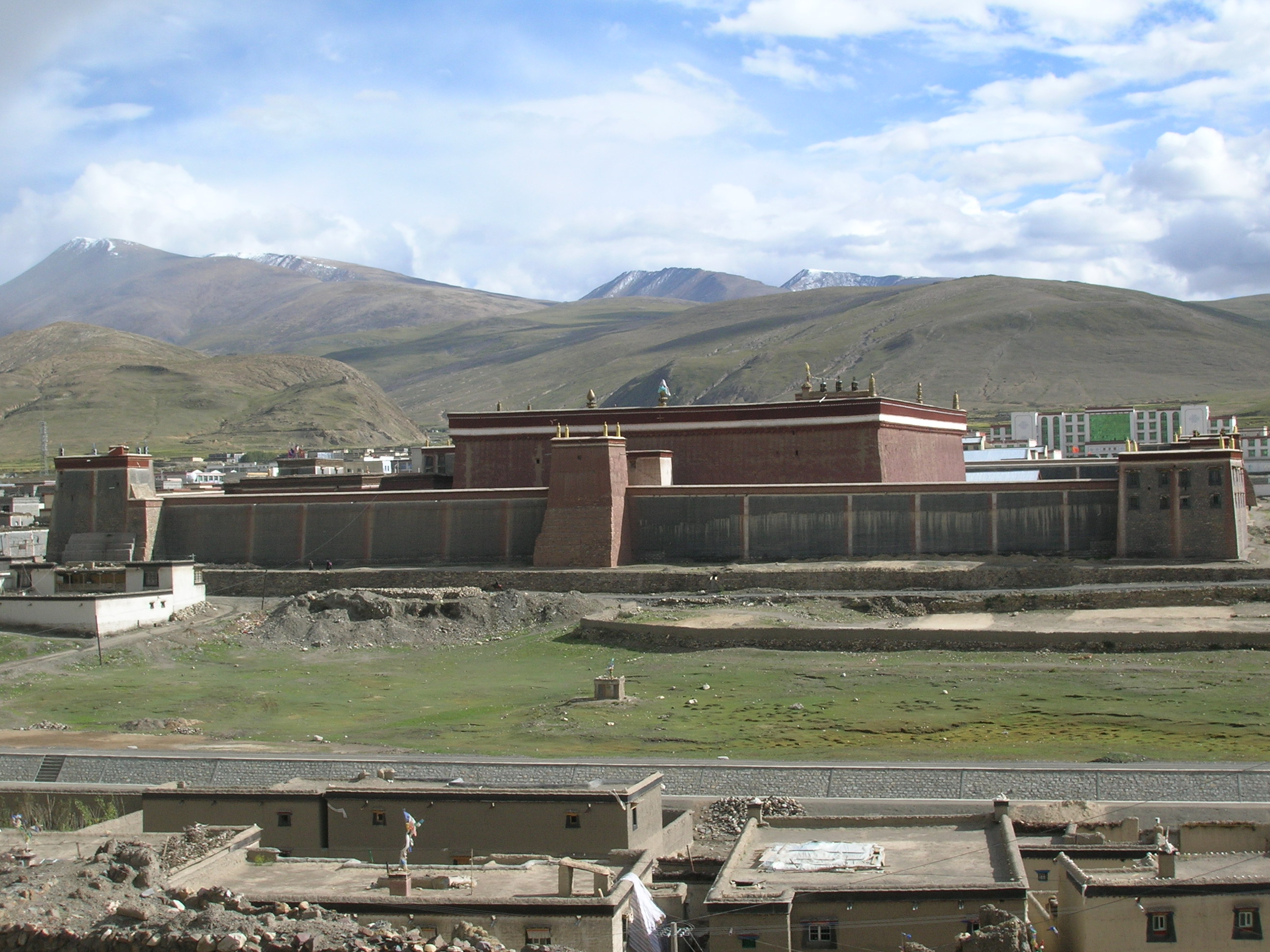
萨迦南寺

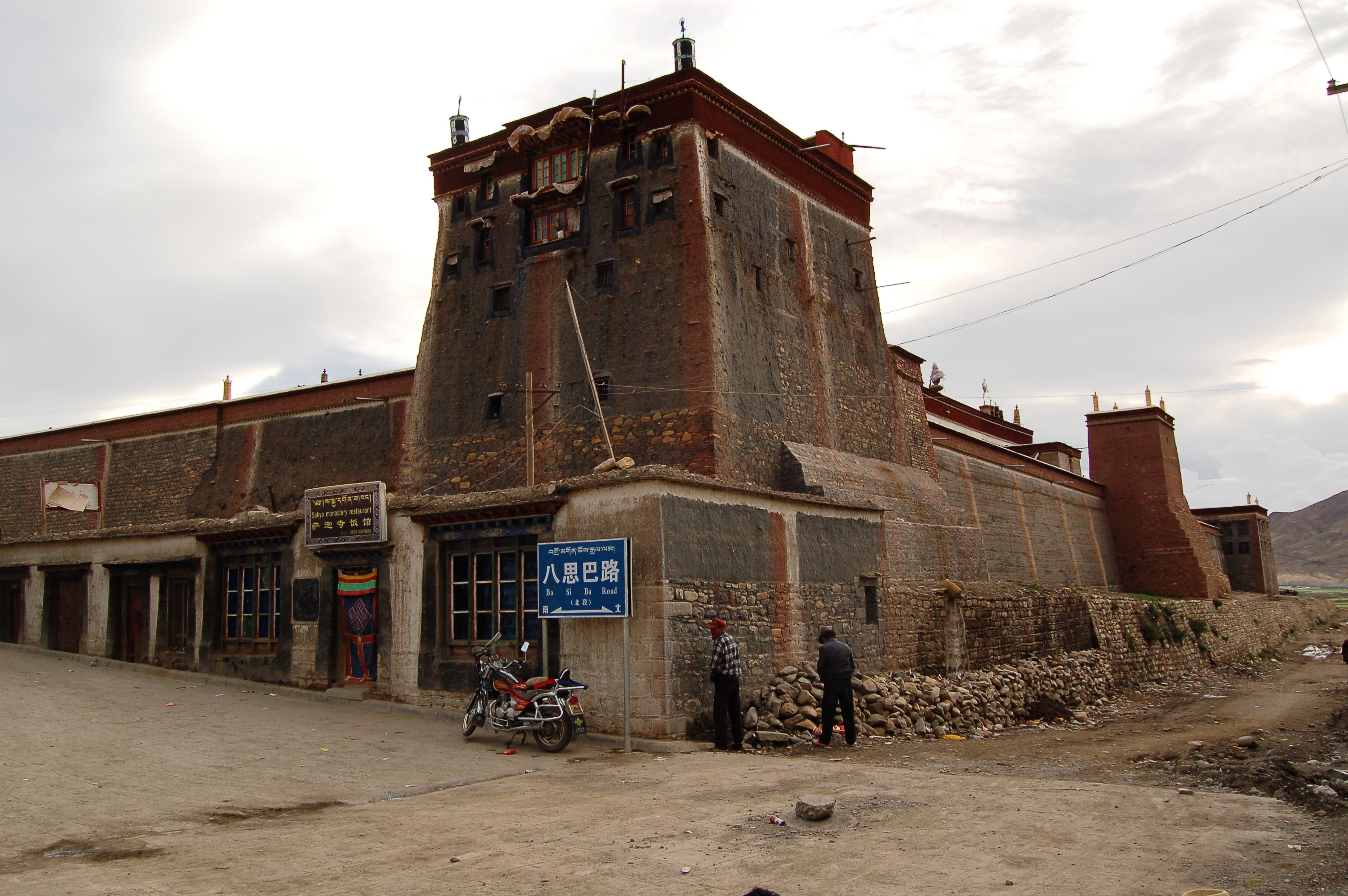
萨迦南寺的内城墙

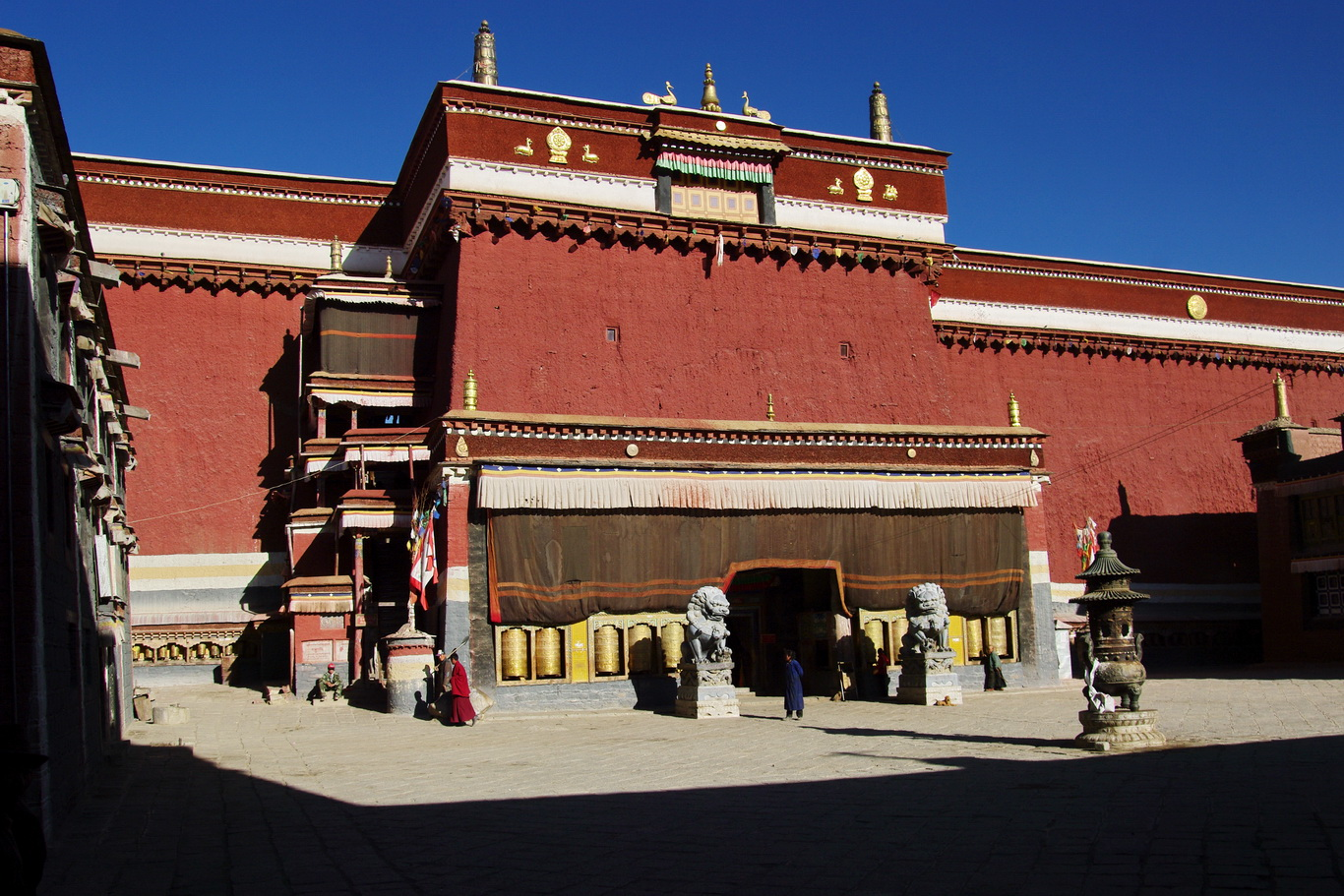
萨迦南寺的拉康钦莫大殿

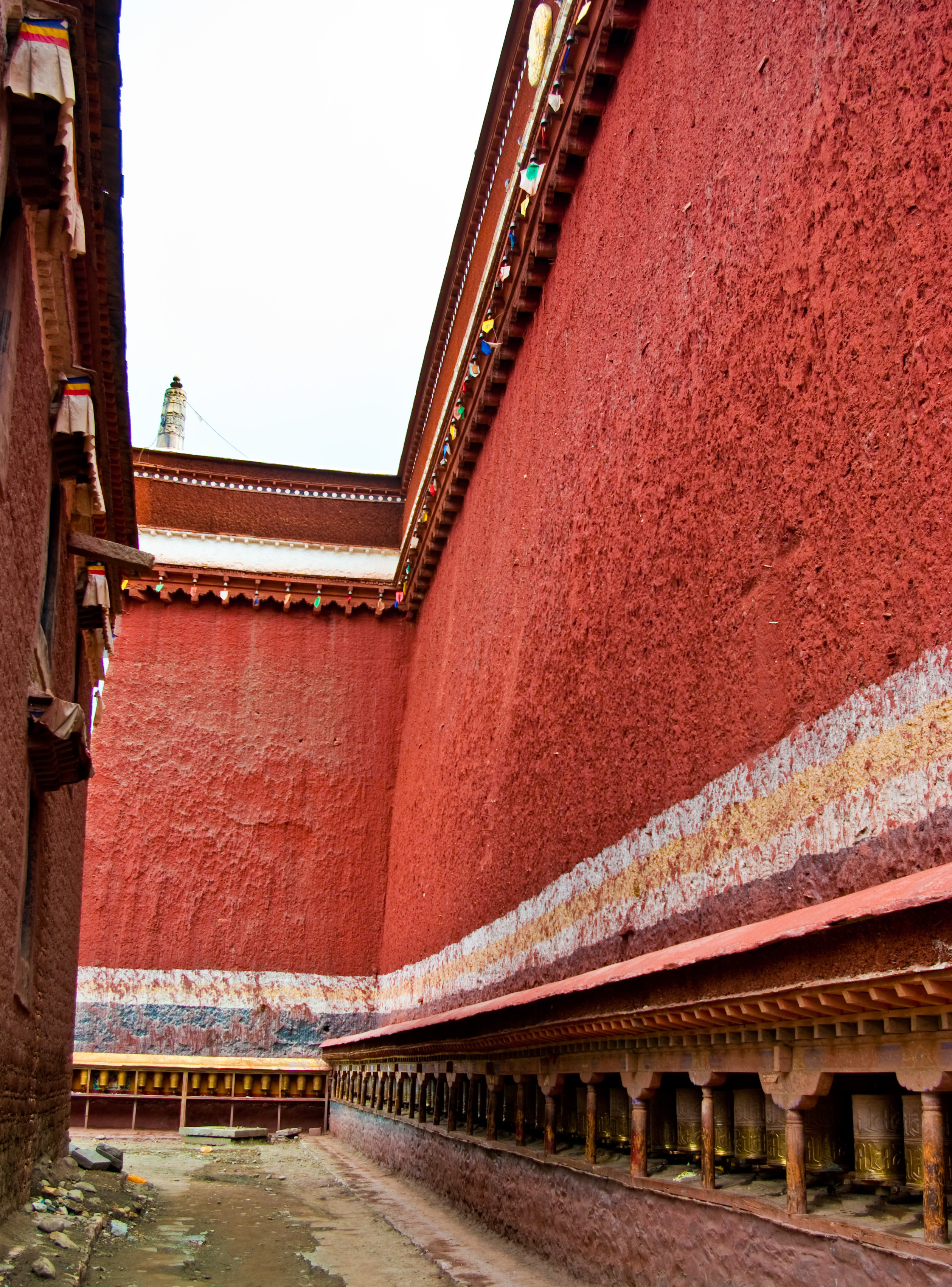
萨迦南寺的拉康钦莫大殿

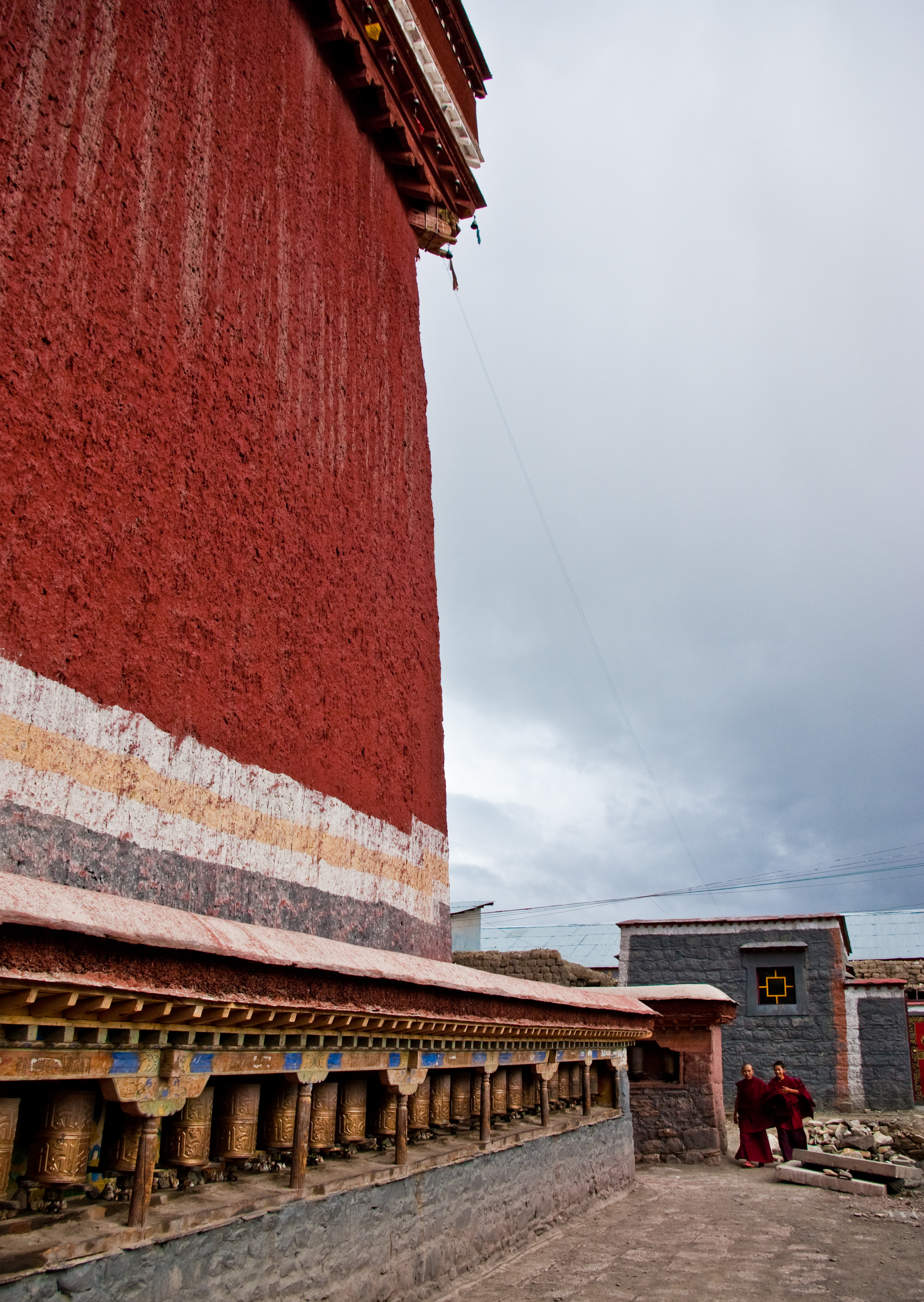
萨迦南寺的拉康钦莫大殿

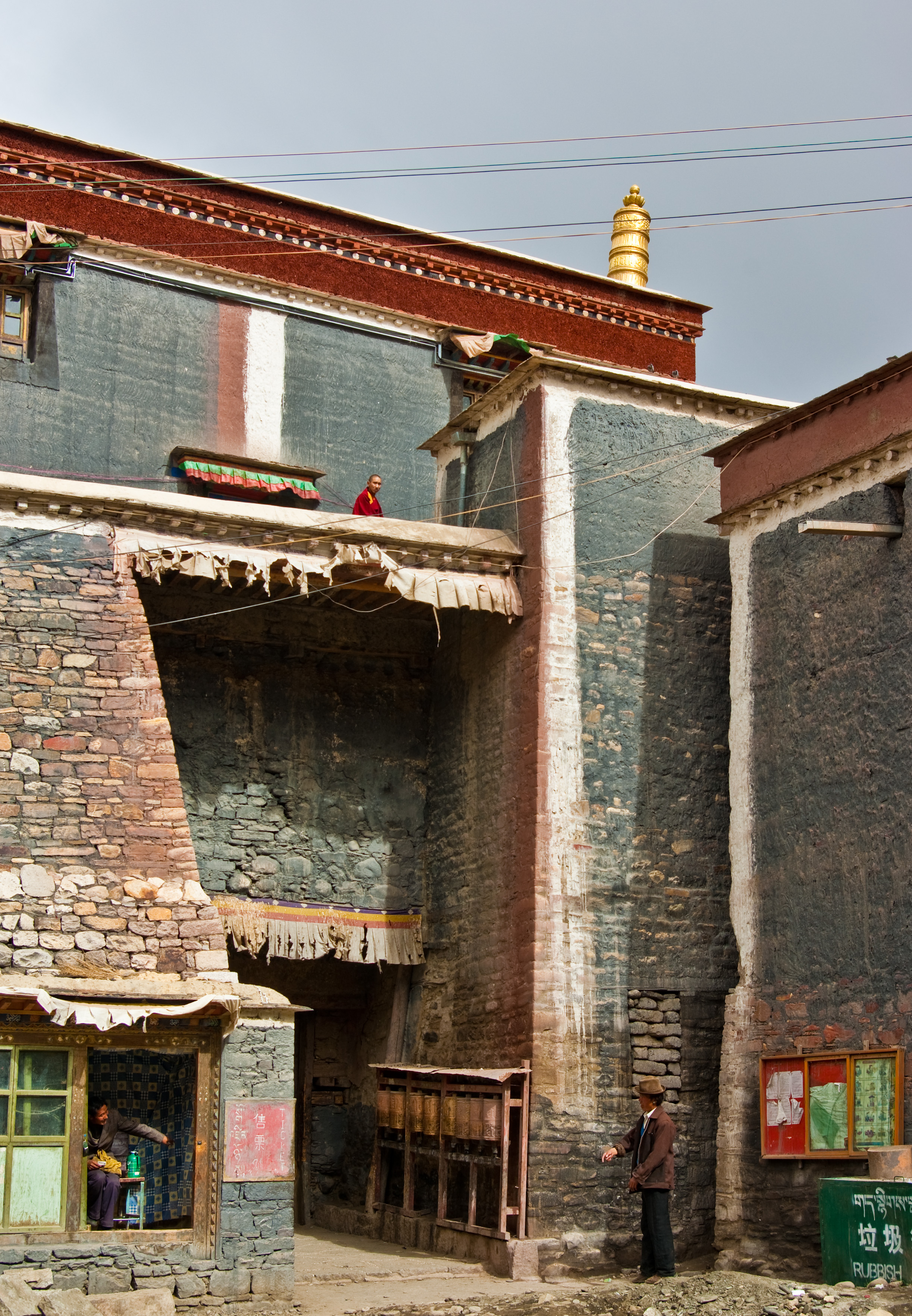
萨迦南寺的内城墙

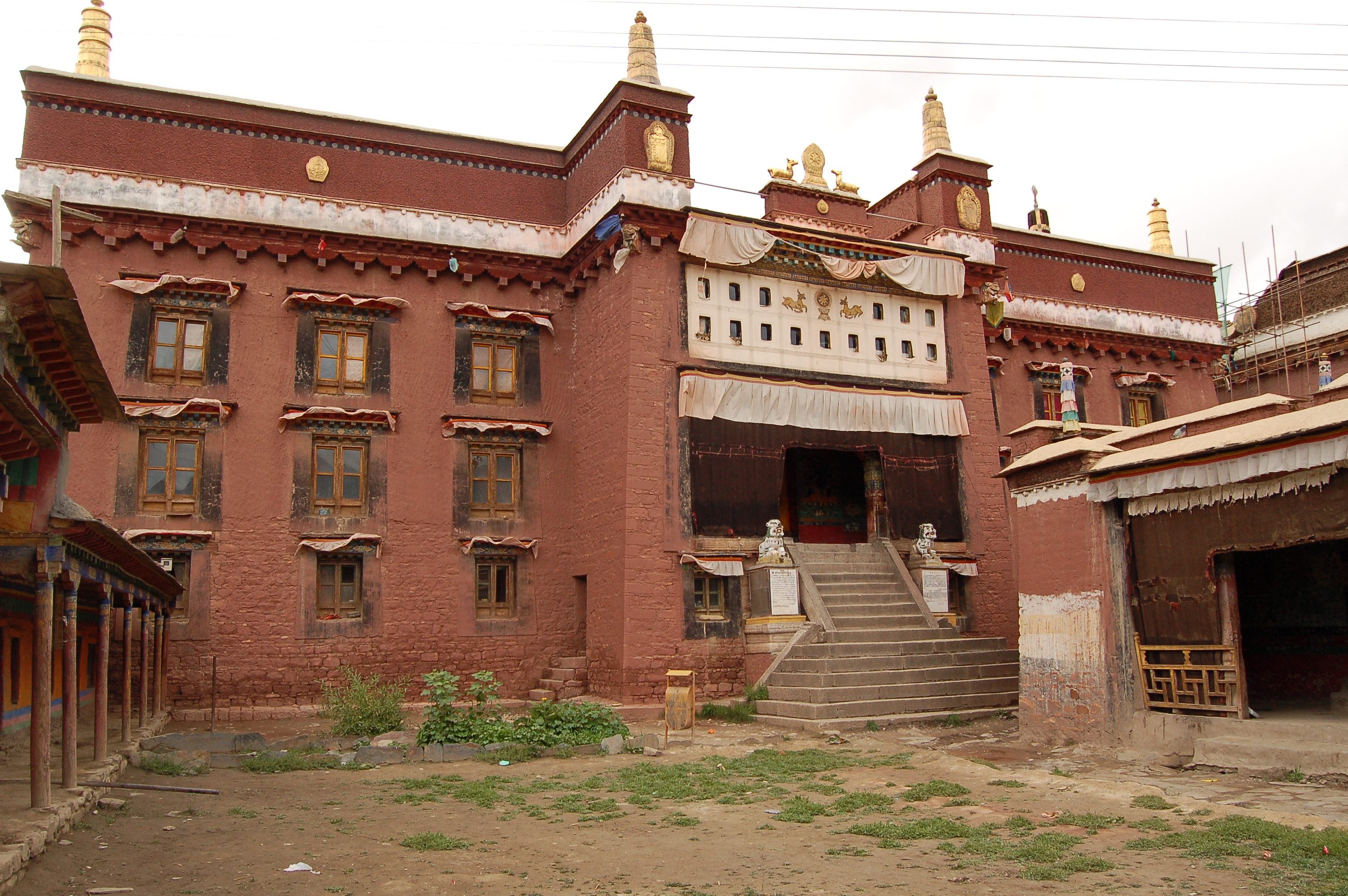
萨迦南寺

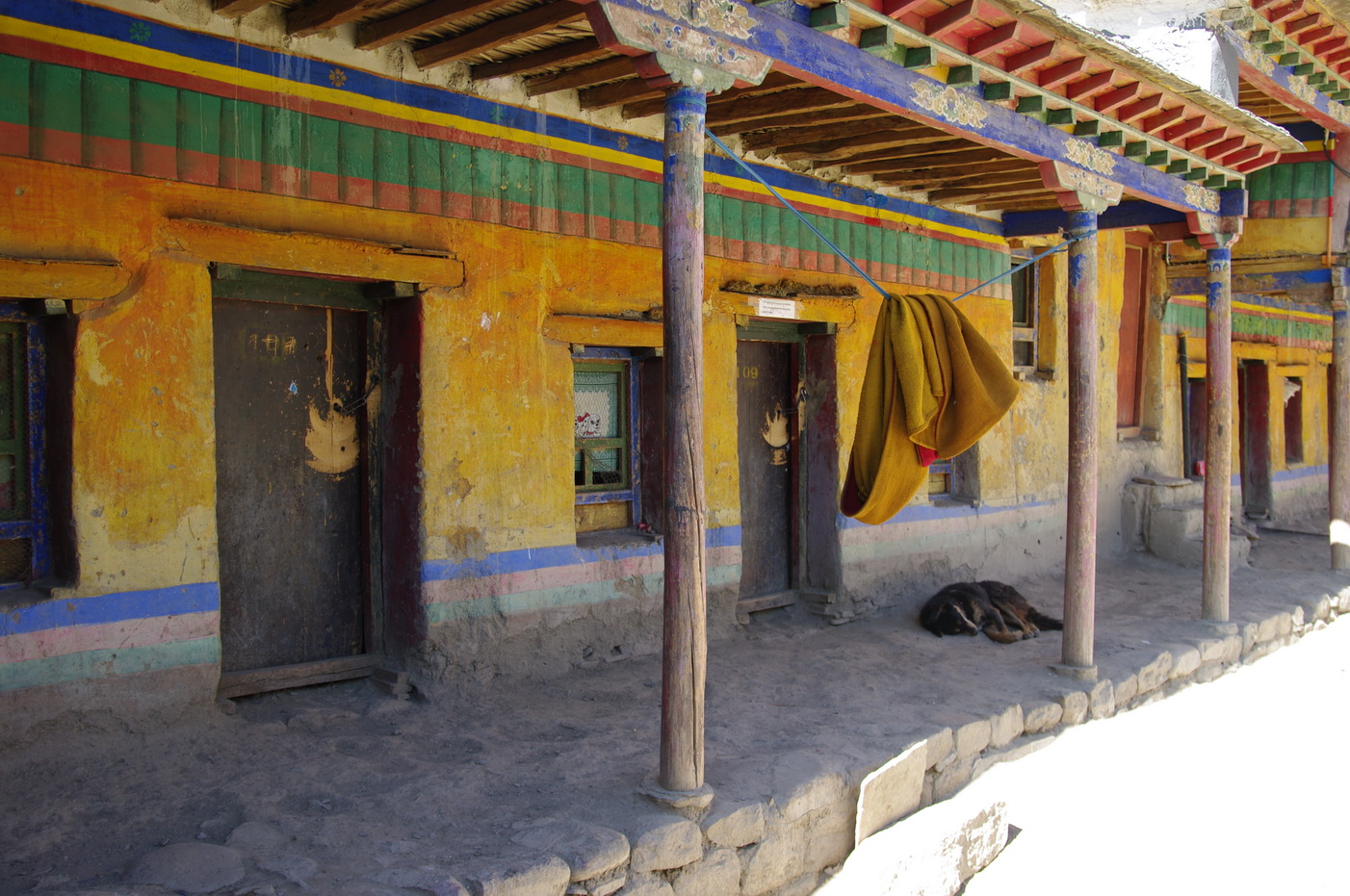
萨迦南寺的僧舍

萨迦南寺位于仲曲河南岸的玛永扎玛平坝上。传说起初选择南寺寺址时，僧众和信众一致认为建寺一定要有防守、防火功能，所以在本波山和巴钦颇章顶上各架起一门火炮，朝山下射石头选点，结果射出的一块石头落在大殿门前左侧，一块石头落在大殿广场中央，当即涌出泉水，大家认为这是祥瑞之兆，便决定在这里建寺。1268年，萨迦第一任本钦释迦桑布（生卒年不详）奉八思巴之旨，以杰日拉康为蓝本，设计建造拉康大殿，后来历任萨迦本钦（又称“乌思藏本钦”，为元朝萨迦政权的首席行政长官）先后扩建，直到第九任本钦阿伦（生卒年不详）任职时期，萨迦寺的建筑工程才全面结束。
萨迦南寺平面呈方形，东西长214米，南北宽210米，占地面积44940平方米，建筑结合了汉、印、藏建筑风格，布局似坛城。拉康钦莫大殿的内城墙宽3米，高8米，内城墙四角有3到4层楼高的角楼，内城墙四面的中部均建有敌楼。内城墙的南、北、西三面无门，仅东面正中开有城门。外城墙称“羊马城”，是“回”形土筑城墙，墙体低矮单薄，东面曾开有大、小两座城门。外城墙北面紧邻仲曲河，东、西、南三面外城墙外有护城河壕沟，护城河壕沟宽8米。
2005年至2007年的考古工作中，对萨迦南寺主要清理發掘了东面、南面、西面的羊马墙以及护城河壕沟，还有东面的两座门址。羊马城城墙和护城河壕沟环绕在萨迦南寺内城的四周，羊马城墙直接建在护城河壕沟内侧之上，和内城墙共同构成立体防御体系。
萨迦南寺的主要建筑有：
- 拉康钦莫大殿（Lakhang Chenmo Hall）：萨迦南寺的主体建筑，东西长79.8米，南北宽84.8米，面积6767.04平方米，通高24.3米，墙基宽度为3.5米。殿内有巨大的圆柱108根，中间有高敞的天井；该殿周围1945年由阿旺图多旺秋隔成许多殿堂，呈四合院式。该殿殿墙厚实，收分较大，通体主色为赭红色，底层为灰色，上面接有黄白相间的带饰三条。墙饰红色、白色、灰色（黑色），为萨迦派寺院的标志，“三色成花，故称花教”，红色象征文殊菩萨，白色象征观音菩萨，灰色象征金刚手菩萨。大殿殿顶四周用木质斗、横梁、间隔方椽向外伸檐，上面接有白墙以及白玛草装饰着的赭色殿顶。顶端的白玛草上镶有多种铜鎏金图案：东面为金色的二鹿听经；第一、二层之间装饰着圆镜、海螺；南、西、北三面装饰着梵文“六字真言”、圆镜等等。殿顶装饰着幡幢，正面立有鎏金宝瓶，两侧是孔雀、宝幢，其他三面均为角立宝幢、中立宝瓶。拉康钦莫大殿由门廊、大经堂、欧东仁增拉康、普巴拉康、次久拉康、格尼拉康、拉康孜贡康、喇嘛拉康、薛札拉康组成。[1]
  - 门廊（The Doorway of Lakhang Chenmo Hall）：东门，门前的两侧是转经筒墙。门廊面积4长柱，柱上端刻有仰覆莲、花蔓，替木上镂空雕刻着大鹏鸟、宝轮、莲花、蔓草等等图案。门廊南侧是六趣图壁画；两侧木框中有一个鎏金铜转经筒（高1.28米，直径0.78米）；门廊前饰有白色的帷幔，黑色的垂幕。前门用圆木作框，条石作槛，地上铺有条石。内门是厅堂，2柱3间，中间左右两侧放有两排转经筒，南北两间的地面抬高50厘米，供奉着不动金刚、马头金刚泥塑像，高约5.5米，神态非常凶悍。厅堂向西为两门，门楣浮雕有菱形小格凹饰、莲花，圆雕壁彩雄狮5只。两门向西为宽1间、深3间的甬道，甬道两壁彩绘有四大天王。[1]
  - 大经堂（The Grant Chanting Hall）：朝向东方，自中心天井上3级石阶可到大经堂前廊，前廊有4根方形石柱，柱下有方形束腰覆莲基座，南柱替木上浮雕有2虎，北柱替木浮雕有双狮托宝；廊壁彩绘有不动金刚、马头金刚、仓巴、仓巴该钦、曲吉拉姆（八瑞祥）。大经堂面阔66.4米，进深23.3米，面积1547.12平方米。大经堂内有40根圆柱（呈4×10排列），其中前排中间的“猛虎载”（相传该柱由一只猛虎负载而来）、“野牛牵”（相传该柱由一野牦牛用角顶载而来）、“忽必烈柱”（相传是忽必烈所赐）、“墨血柱”（相传是海神送来的流血之柱）被称为“四大名柱”，其中的忽必烈柱通高6.6米，直径1.23米，石柱基的直径1.65米。大经堂中央开有天窗，天窗西面绘有贡噶宁布以后的历代萨迦法王（萨迦寺寺主）、卓弥·释迦益西（994年－1078年）、色堆贡日、象雄曲巴、金刚佛母以及印度六大德（多杰达关巴、比窝巴、那果巴、札玛茹巴、阿哇多弟、嘎雅达若）等55尊像；天窗的东、南、北三面是玻璃明窗。天窗正面（西沿）下方圆雕卧狮一排共39只，中间1只饰以金黄色，其他皆饰以银白色，卷鼻环目，忿口舞舌，鬃毛披至肩部，四蹄曲缩。大经堂内西侧供奉着12尊佛像（8尊为合金质、1尊为银质、3尊为鎏金铜质；10尊佛像通高8米至9.7米，2尊佛像通高5.64米）、2座佛塔：主供释迦牟尼佛（内供八思巴的骨灰与衣物）、阿旺图多灵塔、释迦牟尼佛（内供萨钦·贡噶坚赞的骨灰）、释迦牟尼佛（内供本钦·曲杰的骨灰）；金刚佛母（内供达玛巴拉的骨灰）、迥·图多旺久灵塔、文殊师利（内供夏尔巴堆果的骨灰）、释迦佛（内供本钦·仁钦坚赞的骨灰）、释迦佛（内供萨桑玛第班钦的骨灰）、释迦阿热玛（内供岗噶哇囊卡坚赞骨灰）；大佛像下又供奉着许多小像。经堂西墙、南墙、北墙是经书墙，经架直抵殿顶，架上的经书有用金、银、珍宝粉研成墨手写的《甘珠尔》、《帕巴杰东巴》金环经等佛教经典四万四千多部。[1]
  - 欧东仁增拉康（Ngadun Rinzin Lhakang）：位于拉康钦莫大殿天井的北侧。门朝南，面阔5间（22米），进深3间（15米），面积330平方米，内有8根长柱。拉康内悬挂着幡幢；四壁有彩绘壁画，内容为五方佛（中央毗卢遮那佛、东方阿閦佛、北方不空成就佛）、三怙主（文殊菩萨、观音菩萨、金刚手菩萨）、萨迦五祖（萨钦·贡噶宁布、索南孜摩、萨班·洛哲坚赞）等等；东侧为11座灵塔（8座大塔、3座小塔），是银质尊胜塔，高3.4米至4.8米，塔上镶有绿松石、红珊瑚、“波谢”、玻璃料器、鎏金带饰。东侧自南至北折向西依次是：强衮阿麦灵塔、嘎钦·图多旺秋灵塔、俄强·札巴洛追灵塔、嘉贝·索南旺布灵塔、贡噶旺嘉灵塔、索南旺布灵塔、贡噶扎西灵塔、索朗仁钦灵塔、贡噶洛追灵塔、图钦·旺堆宁布灵塔。该拉康的西侧有经书架，架上有《甘珠尔》、萨迦五祖传记、俄强·贡噶桑布传记等图书。[1]
  - 拉康强：位于欧东仁增拉康内北侧。长27.9米，宽11米，面积306.9平方米，内有圆柱12根（呈2×6排列）；供奉灵塔6座，自左至右依次是：夏尔巴堆国灵塔、曲吉·旺阿朗杰灵塔、夏尔巴·仁钦坚赞灵塔、夏尔巴迥旦灵塔、夏尔巴·仁钦坚赞灵塔、夏尔巴迥旦灵塔、夏尔巴曲崩玛灵塔、香堆·曲巴扎西灵塔。这6座灵塔中，有菩提塔5座（高8.14米），多门塔1座（高3.71米）。壁画彩绘着坛城、萨迦五祖、护法神、千佛、喜金刚等等，其中萨班会见阔端（？－1251年）壁画最珍贵。[1]
  - 普巴拉康（Phurpa Lhakang）：位于拉康钦莫大殿南侧。开有两门，朝北，面阔26米，进深15米，面积390平方米，有柱10根（呈2×5排列）。拉康内主供普巴，藏历每年7月8日到19日的“普巴节”在这里举行；拉康内专设一座普巴坛城，主供色普、阳达、赤列三大普巴。南侧的供台上主供文殊菩萨合金像，通高3.75米，像内供奉札巴坚赞骨灰，该像由八思巴设计，由尼泊尔工匠制作；左侧供奉释迦牟尼鎏金铜像，高4.6米；右侧供奉无量寿佛鎏金铜像，高1.4米。拉康的西壁和南壁有木格佛龛，佛龛内供奉释迦牟尼、无量寿佛、观音菩萨、文殊菩萨、度母、金刚手菩萨、财神、胜乐金刚、密集金刚、能怖金刚、怙露依怙、般衮谢、萨迦法王等等合金、鎏金铜像4137尊，高0.04米至0.45米，层叠排布。拉康东侧的经架上有《甘珠尔》、《般若经》等佛经，南侧壁画主要是巨幅画像，内容为佛、佛母、护法神、喜金刚等等，是元代壁画。[1]
  - 次久拉康（Tsechu Lhakang）：位于拉康钦莫大殿前厅二层北侧。长21.3米，宽8.3米，面积176.97平方米，横排列柱3根，门朝南，东侧有一小门通往内室。次久拉康内北侧及东侧北端供奉着银质及鎏金铜质灵塔5座：白玛堆都旺久灵塔、特钦·扎西仁钦灵塔、官宁山沛罗布灵塔、札休·赤列仁钦灵塔、贡噶仁钦灵塔，高3.72米至5米，塔座上浮雕着狮、宝轮、琵琶天王，镶嵌着绿松石、珊瑚、玛瑙、玻璃料器，塔瓶是用“波谢”饰以数十条 “札哇札切”或者勒数条鎏金带饰，塔瓶前的佛龛中供奉着继塔主人或像，佛龛上雕饰着大鹏鸟、摩羯鱼、龙、虎、狮、鸟等动物；还供奉着银质造像3尊，包括：莲花生塑像（像内供奉山达·班钦温波骨灰以及衣冠）1尊、空行佛母塑像2尊（1尊内供其美·索南仁僧白拉姆骨灰，另外1尊内供达钦·索南旺波之女的骨灰，像高1.6米至2.85米，忿口环目，手执法器。殿内壁画是长寿三尊（无量寿佛、白度母、尊胜佛母）、萨迦法王、护法神、莲花生传记、宁玛派高僧等等。[1]
  - 格尼拉康（Geni Lhakang）：位于拉康钦莫大殿前厅二层南侧。门朝北，长15.6米，宽9米，面积140.4平方米，其内横排列2根柱，中间西侧有天窗。殿内南侧供奉着2座灵塔（增林图果旺堆灵塔、贡噶索朗灵塔）。殿内东、南两侧供奉着银质和鎏金质塑像9尊，分别是：贡嘎宁布（像内供奉着图旦克珠嘉措骨灰）、度母（像内供奉着贡噶仁钦骨灰）、金刚佛母（像内供奉着吉尊杰桑曲格尼玛骨灰）、文殊菩萨（像内供奉着班旦却朗骨灰）、尊胜佛母（像内供奉着其美·旦白尼玛骨灰）、无量寿佛3尊（其中1尊像内供奉着强白·欧珠嘉措骨灰），高2.7米至4米；造像均为服饰十分华丽，端坐在双狮须弥座上；造像后有背光，背光上雕有大鹏鸟、摩羯鱼、龙女、力士、宝马、孔雀、瑞象、花鸟等图案。殿内壁画彩绘着长寿三尊、财神及化身、强巴佛、墀松德赞、菩提萨埵、莲花生、八思巴等。[1]
  - 拉康孜贡康：即护法神殿。位于拉康钦莫大殿二层西北角。门朝南，面阔3间，进深2间，横排列2根柱，北壁供台上主供怙露依怙泥塑像，高1.6米，此外还供奉般衮谢、吉祥天女泥塑像，高1.2米；壁柱悬挂着多追达巴（骷髅舞）、普巴、孜多杰那波、金刚持、布扎·米赤阿、嘎玛哇、堆杰等等护法神唐卡；东壁的壁画白描马、羊、牦牛、乌鸦、狗等动物。各护法神均以骷髅为冠，须发竖起，环目忿口，颈部系有青索，手持溢着鲜血的人头碗。[1]
  - 喇嘛拉康：位于拉康钦莫大殿三层西北角。门朝东，由经堂、佛殿、修行室组成。经堂居中，面阔3间，进深3间，有4根柱，中间架设有天窗；四壁彩绘壁画，内容为释迦极乐世界、确贝拉姆（伎乐仙女）、萨迦法王以及高僧、山水、瑞兽等等。修行室内仅可容1人静坐。佛殿面阔3间，进深2间，有2根柱，南侧顶上开有亮窗；殿内主供俄强·贡噶仁钦、强白多杰等8尊泥塑像（其中的释迦牟尼为鎏金铜像），主尊高1.4米，其他造像都是高约0.8米；壁画绘着萨迦法王、高僧以及印度高僧等等。[1]
  - 薛札拉康：位于拉康钦莫大殿南侧。门朝南，门廊2柱，廊壁绘制着释迦牟尼传记、四大洲世界、六趣图等等等。薛札拉康内有柱18根（呈3×6排列），中间2根长柱托起天窗。殿内主供释迦牟尼，其左右两侧供奉着强巴佛、金刚佛母、金刚持、度母、萨班·贡噶坚赞等造像，高约0.7米至1.35米；东、西两壁以及北壁的两端有木制佛龛，其内供奉37尊普贤大如来佛（贡日佛），高0.68米至0.75米，为合金、鎏金铜质；壁画彩绘有圣僧图（东尊丹巴）、八舞女（扎西改杰）等等。[1]

- 拉康拉章（Lhakang Lhadrang）：又称“八思巴殿”，是贡噶桑布主持修建。[1]八思巴在此圆寂。该拉章是四大拉章之一。[2]该拉章位于拉康钦莫大殿南面。门朝东，高二层。下层是库房；上层由前廊、经堂、佛殿组成。前廊为2长柱。经堂面阔7间，进深7间，面积36柱，主供银质毗卢遮那佛，高约2米；另外还供奉合金质的普贤大日如来佛（贡日佛）37尊，高约0.6米，为尼泊尔工匠制作；供奉泥质十六罗汉像，高0.4米。拉康拉章是藏式平顶建筑，顶部装饰有幡幢。文化大革命中，拉康拉章被毁，20世纪末至21世纪初恢复重建。[1]

## 壁画

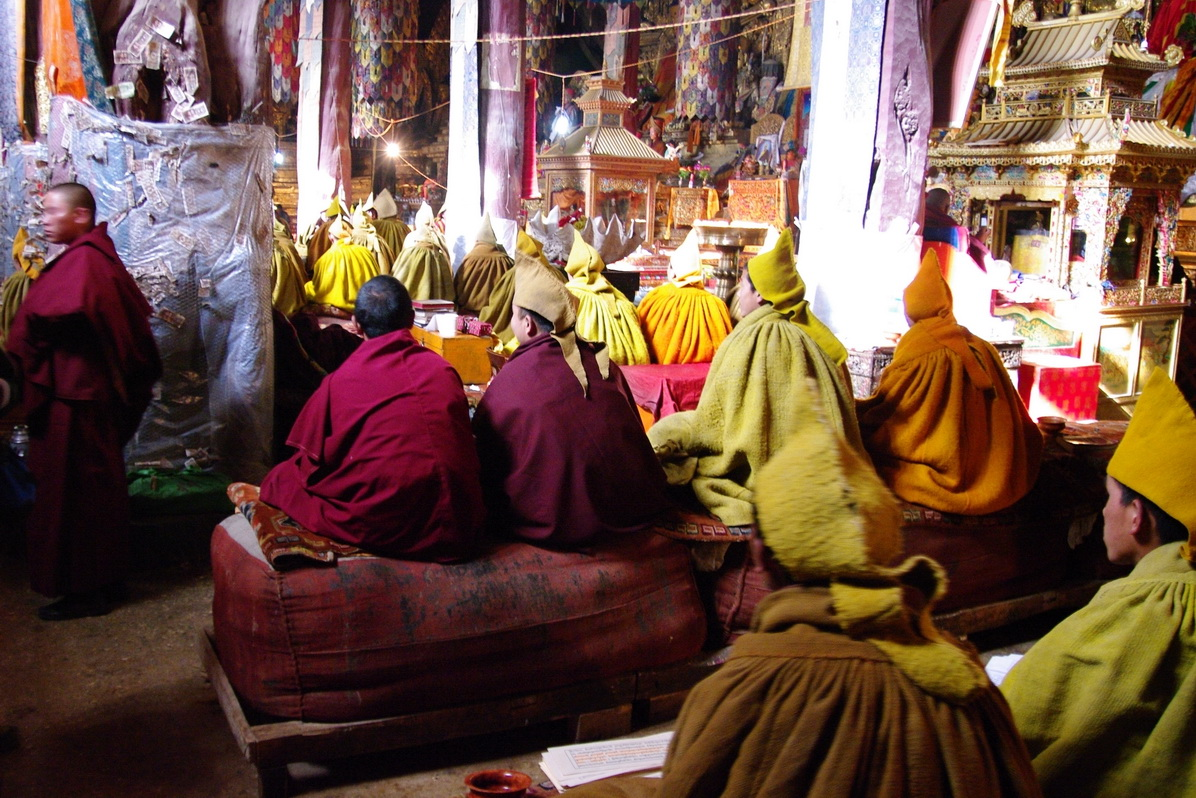
萨迦寺僧众

萨迦寺建筑中的壁画，内容涉及宗教、文化、历史、社会生活等各个方面，主要是佛经、教义、历史故事、神话传说、昆氏史、萨迦史、山水、花卉、瑞兽、装饰图案等等。著名壁画有：
- 金廓拉康坛城壁画：即“坛城殿壁画”。位于拉康钦莫大殿三层西回廊的墙上。该壁画是萨迦寺保留至今的最早且最完整的壁画，绘于13世纪末（元代）。金廓拉康共有壁画坛城63座，其中大坛城20座，分别是：桑堆江白多吉金廓（密集妙吉祥金刚坛城）、桑堆坚惹色金廓（密集观自在坛城）、桑堆米觉巴金廓（密集不动金刚坛城）、摩哈摩呀金廓（摩耶佛母坛城）、给·多吉那波鲁金措给廓（喜金刚措金宗坛城）、给·多吉米阿阿鲁金廓（喜金刚米佛坛城）、多吉印金廓（金刚界佛坛城）、多吉怙露堪卓拉惹德金廓（金刚空约坛城）、科洛德觉珠钦那布鲁金廓（胜乐金刚那布宗坛城）、科洛德觉罗黑色鲁金廓（胜乐罗黑巴宗坛城）、科洛德觉康珠加喜金廓（胜乐善巧成就旨坛城）、科洛德觉波坚金廓（胜乐坛城）、普巴多吉寻隆金廓（金刚橛寻隆坛城）、普巴阳达玛美怙金廓（金刚橛坛城）、多吉达美玛哈姆金廓（金刚坛城）、白教吉科洛金廓（吉祥时轮金刚坛城）、欧松衮乃炯哇金廓（吉祥时轮坛城），直径2.55米至2.7米；小坛城43座，分成两排：上排是“卓玛拉姆金廓”（笑度母佛母坛城）等22座，下排是“怙露查波金廓”（忿怒作明佛母坛城）等21座，直径大约0.6米，分布在大坛城的四周，相间有祥云、山水、佛陀、菩萨、侍女等像。[1]
- 昆氏世袭史画：位于拉康钦莫大殿二层回廊北部。壁画绘制在东壁以及南、北两端，内容是昆氏家族肖像118尊，以天神基仁、昆邦杰、贡嘎宁布3尊画像最高大，通高2.2米；其余肖像较小，分为四层排列在壁面上，通高0.5米。萨迦昆氏家族自誉为光明天界的世系，为文殊菩萨幻化，基仁、裕仁、裕赛三昆仲被昆氏家族尊为始祖。依次延续至第118代后裔阿旺·贡噶索南。[1]
- 莲花生传记画：位于次久拉康西壁。描绘了莲花生降生、抵达印度、弘法、进入西藏、降魔、建桑耶寺等一生经历。莲花生的形象是头戴三角卷沿帽，顶上插有鹫羽，锁眉张口，怀抱骷髅魔杖，手持人头骨碗，呈忿怒相。壁画描绘莲花生降生时，在湖中坐一便莲浮现在水面，周围的龙女、仙女、豹、虎、狮、孔雀、鹅、鸭、人欢呼；此后他被印度国王安扎底迎请到印度学经、云游四方弘法；8世纪时，莲花生被吐蕃赞普墀松德赞邀请进入西藏，一路遭到妖魔、野牦牛、蛇蝎、猛狮、地方精灵的残害，但莲花生施法力将它们逐一降服；后来莲花生创建桑耶寺，广译佛经。[1]
- 释迦牟尼传记画；位于拉康钦莫大殿内的大经堂东壁。描绘了释迦牟尼的一生，依次包括下凡入胎、腋下降生、七步生莲、比武伏象、王子出行、夜半逾城、六年苦修、降魔成道、传经弘法、历经十难、佛祖涅槃、分取舍利等等。其中尤其以相间绘制的8尊等身像最引人注目，两侧的2尊是立像，右手垂施与愿印，左手在胸前施无畏印；其他6尊均结跏趺坐，手分别施与愿印、禅定印、降魔印、转轮印、说法印等等。整幅画面长66米。[1]
- 山水鸟兽画：在萨迦寺壁画中，山水鸟兽画多用作铺底或者反衬，散见于各个殿堂。包括 “虎图”、“狮图”、“四合睦”、“六长寿”、“东尊丹巴（圣僧图）”、“松鹤图”、“瓶荷图”等等，鸟兽主要有狮、虎、鹿、象、猴、兔、狗、牛、马、羊、燕、雁、鹰、鹤等等。[1]

## 文物

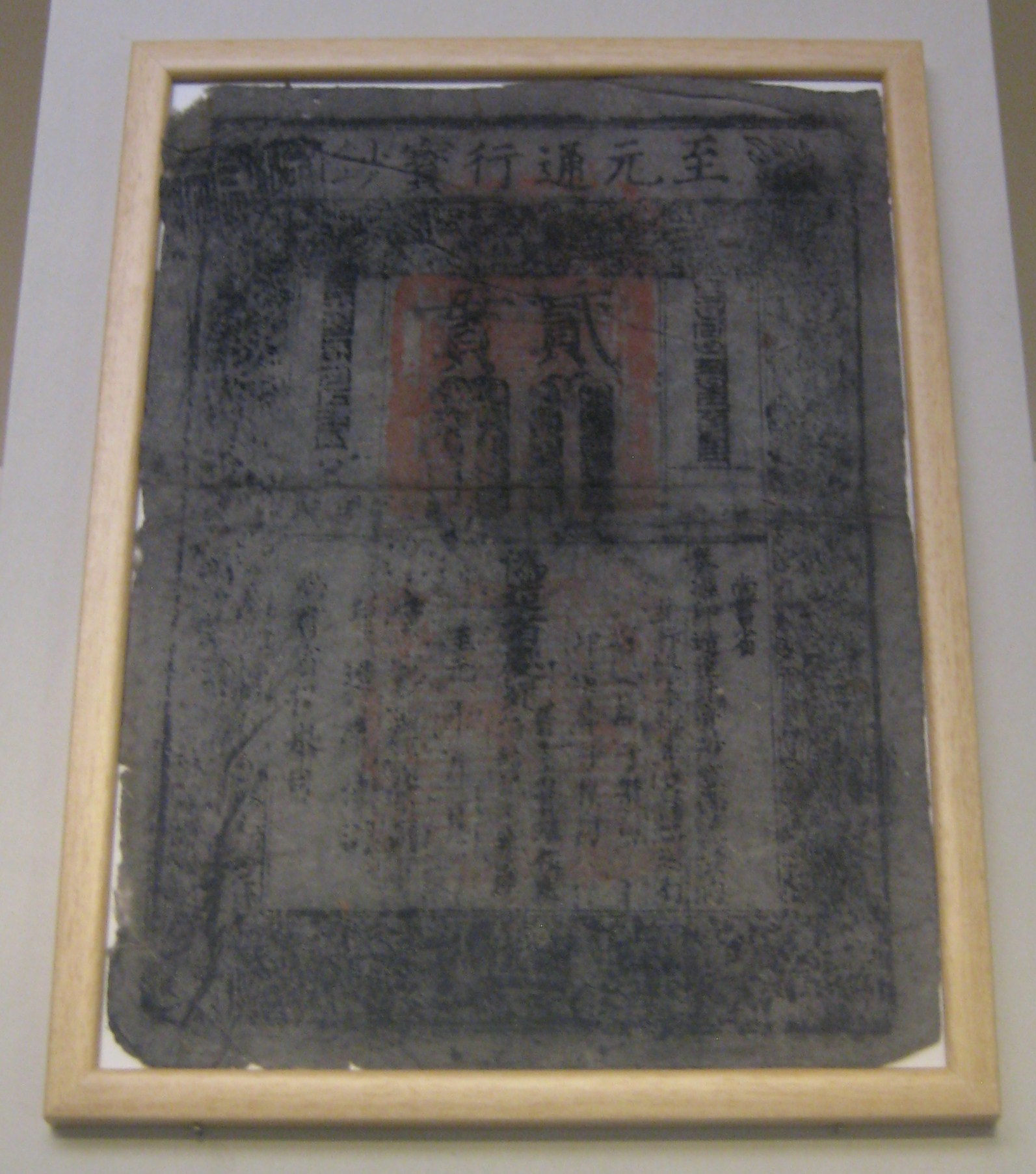
1959年在萨迦寺发现的至元通行宝钞

萨迦寺所藏文物极为丰富，尤以佛经最著名。萨迦寺的图书文献集中收藏在三个地方：北寺的“乌孜”、“古绒”的藏书室，南寺的拉康钦莫大经堂。藏书总量约24000函左右。其中包括《甘珠尔》、《丹珠尔》、《帕巴杰东巴》（金环经）、《宗派源流》、《怛特罗部》、《道果》、《量释论》、《萨迦更崩》、《萨迦历任法王传记》、《普巴经》、《释迦传记》等等。这些经典中，有很多是珍本或孤本。因此，部分学者认为萨迦寺的藏书和壁画可以和敦煌媲美，将萨迦寺誉为“第二敦煌”。除了这三个较大的藏书室之外，萨迦寺其他小殿以及两个法王的颇章内，也有不少抄本及印本图书。
- “乌孜”：是萨迦寺最早的藏书室，传说在八思巴时代之前便放满图书，八思巴时代又有少量珍本图书藏入该室。该室除了藏有大批古藏文抄本之外，还有许多梵文贝叶经、汉文经卷。这些经书分别用金汁、银汁、朱砂或墨汁写成。[2]
- 拉康钦莫大经堂：南寺的拉康钦莫大经堂是萨迦寺内藏书数量最多之处。传说此处的图书是八思巴担任萨迦法王时集中了全西藏的书写家抄写而成的。现在该经堂的经书墙中的藏书仍然保存完好，经堂后部及左右两侧靠墙处有通壁大书架，书架上放满经典，大小版本约2万多函，其中最大的一部是名为《八千颂铁环本》经书，长1.31米，宽1.12米。[2]
- “古绒”：北寺“古绒”收藏着天文、历算、医药、文学、历史等方面的藏文图书3000函，其中不少是宋朝、元朝、明朝的手抄本和稿本，而且多数是萨迦寺历代法王批注校释过的版本。该藏书室内绝大部分藏书均为手抄本。书写时代可能稍晚于“乌则”及南寺大殿的藏书。此外，该处还藏有一部明朝永乐八年附有御制后序的中国内地印制的《华严经》。[2]

2005年至2007年的考古中，对1980年代萨迦北寺古绒及乌孜大殿出土的经书进行初步整理，共整理出各类经书92种。该批藏书主要包括写本、刻本。其中写本有《大密咒随持经》、《大随求佛母经》、《八千颂般若波罗蜜多经》等49种；刻本有《大密咒随持经》、《百拜忏悔经》、《吉祥金刚爪经咒》等43种。此外还发现法器图解、瑜伽图解、历法、佛经诵读标注、书信等残页。
萨迦寺收藏有8部贝叶经，尤其以《八千颂般若波罗密多经》最为珍贵。这些贝叶经均呈长方形，最大的长61厘米、宽6厘米，最小的长19.3厘米、宽5.5厘米。经板及经书内彩绘有佛陀、菩萨、度母像，色彩十分绚丽，带有典型的犍陀罗风格。字迹工整有力。
此外，萨迦寺还存有历史档案文件十多箱，据说其中很多是萨迦派执政时期的重要文件，其他多为乌拉差役、税收、封文、民间诉讼等方面的文件。萨迦寺还藏有印版2000多块，其中“萨迦历代史略”、“萨迦教主法王传记”、“萨迦传法记”等印版价值颇高。
萨迦寺保存着元朝中央政府给萨迦地方官员的封诰、印玺、冠戴、服饰；有宋元时期以来的各类佛像、法器、供品、刺绣、瓷器、法王遗物等等。萨迦寺从萨班·贡噶坚赞以后，一直同元朝中央政府保持密切联系。萨迦地方政府官员直接由元朝中央政府任免。昆氏家族有十多人曾任元朝、明朝的帝师，并且有数人和皇室通婚，元朝、明朝皇帝曾敕封萨迦寺以及昆氏后裔大批印章和封诰，例如元代诏书、白兰王印、统领释教大元国师印、大元帝国统领诸国僧尼中兴释教之印、亦思麻儿甘万户府印等等。其中历史悠久、价值极高的文物有两颗印：一颗为玉质梵文印；一颗为刻有汉、藏、蒙三种文字的铜质三体印，上刻汉文“成化二十一年九月礼部造”字样。
根据不完全统计，萨迦寺的佛像约两万余尊，不少是元朝、明朝以来的佛像，其中铸有“大明永乐年施”款识的铜佛便有数十尊。萨迦寺有四件珍宝：贡布古如（竹青白瓦巴从印度请来的依怙神像）、朗结曲丹（大译师帕白洛扎瓦修建的佛塔，塔内经常出水，被视作神水）、文殊菩萨像（萨班的本尊像，据说在该像前念文殊经七天，便可打开智慧之门）、玉卡姆度母像（八思巴供奉的本尊像）。萨迦寺的镇寺之宝是忽必烈赠给八思巴的一个黑木匣子，匣内有一只极大的白海螺，仅在宗教吉日才开启该木匣，捧出白海螺，由高僧吹奏。
萨迦寺收藏的瓷器约2000多件，其中多是元朝、明朝时的瓷器，也有少量宋瓷。瓷器主要陈列在拉康钦莫大殿内的大经堂供台前的木格橱龛中，其他殿堂也有收藏。瓷器形制包括高足碗、碗、壶、瓶、盒、觥、人像、颅型器、狮等等，时代从元代到中华民国。图案丰富。有白瓷素面压印纹。彩绘有宗教方面的八宝、摩尼宝、双龙、双凤、莲纹、松鹤、金刚杵、六字真言等图案，也有世俗方面的采青、狩猎、八童习武、仕女出行、群贤聚集等图案，还有山水、花卉图案。
萨迦寺收藏的唐卡有3000多幅，根据鉴定，宋朝、元朝、明朝时期的唐卡便有360多幅。其中《八思巴画传》最为珍贵，原套30轴，今藏25轴（流失5轴），此套唐卡描绘了八思巴一生的活动及业绩。另外还有历代萨迦法王、高僧、佛陀、佛母、菩萨、度母、护法神唐卡。
萨迦寺的壁画色彩鲜艳，画面生动，除宗教内容壁画之外，壁画中还描绘了八思巴往来中国内地与西藏、在元大都受封等场面。萨迦寺收藏着萨班的袈裟一件，翠红金丝缎面、红绸里、绣花鞋一只，均为内地制品。萨迦寺收藏的八思巴遗物有凉帽一顶，鞋三只，也都是内地制品。此外，萨迦寺还藏有元朝武器多件。